# Saint-Flour (Cantal)
Pour les articles homonymes, voir Saint-Flour.
 (septembre 2024).
Si vous disposez d'ouvrages ou d'articles de référence ou si vous connaissez des sites web de qualité traitant du thème abordé ici, merci de compléter l'article en donnant les références utiles à sa vérifiabilité et en les liant à la section « Notes et références ».
Saint-Flour est une commune française située dans le département du Cantal en région Auvergne-Rhône-Alpes.
Siège d'un diocèse depuis 1317, la ville fut pressentie pour être la préfecture du Cantal lors de sa création. C'est aujourd'hui une des deux sous-préfectures du département avec Mauriac. La ville rayonne sur un vaste territoire rural et arrive à regrouper tous les services d'une ville de 15 à 30 000 habitants.

## Géographie

### Localisation

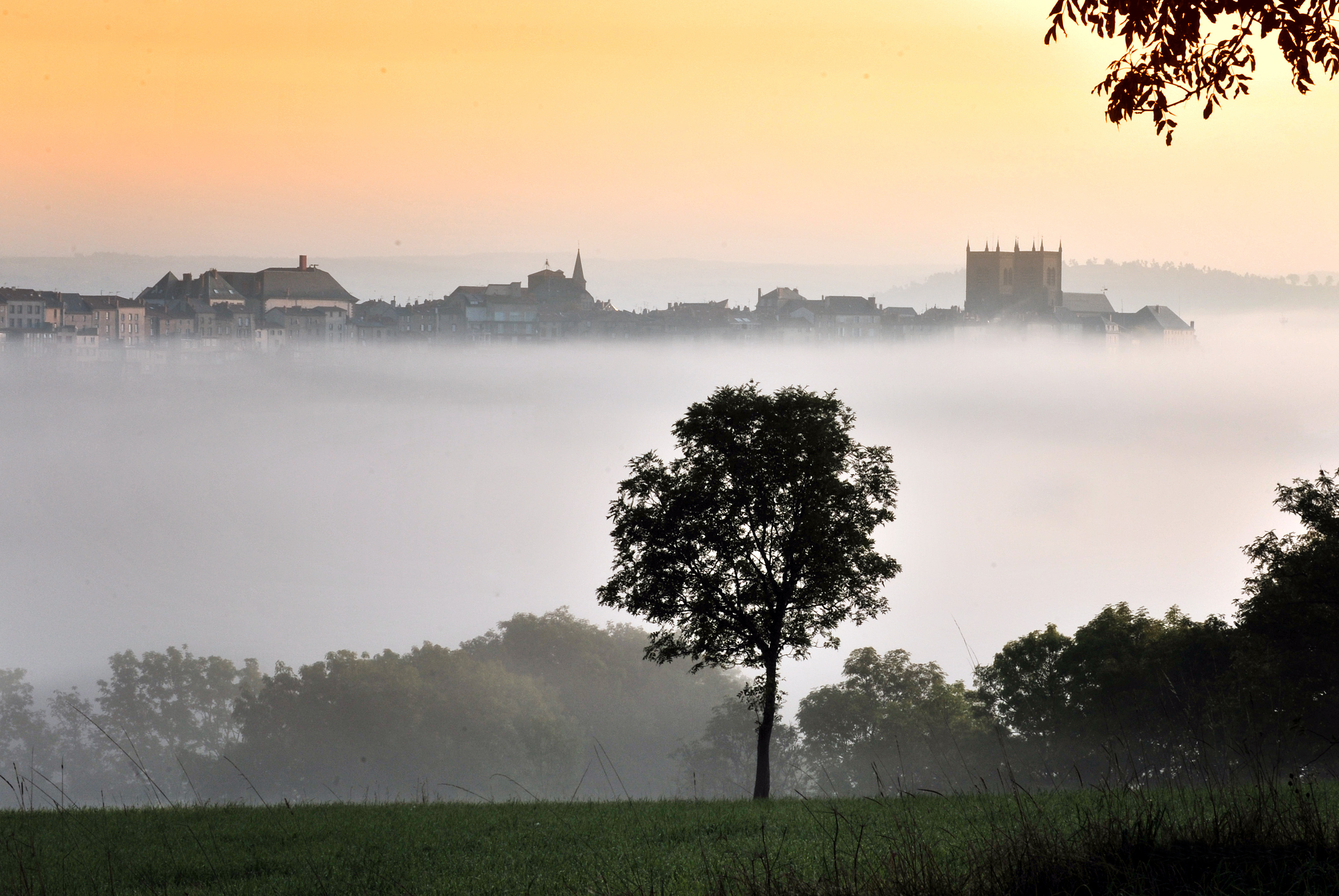
Ville haute.

La commune de Saint-Flour, traversée par le 45e parallèle nord, est de ce fait située à égale distance du pôle Nord et de l'équateur terrestre (environ 5 000 km).
La ville de Saint-Flour est séparée en deux étages, la « ville haute » et la « ville basse ». La ville haute est située sur la Planèze, grand plateau volcanique du Cantal, à 900 mètres d'altitude. La ville basse est construite dans la vallée de l'Ander.
D'un poème de Camille Gandilhon Gens d'Armes, elle a conservé le surnom de Cité du vent. Elle a honoré le poète d'un beau buste en bronze sur une place de la vieille ville.
La ville est située sur l'ancienne route nationale 9 et sur l'autoroute A75 qui relient Paris à Béziers.
Roueyre, village faisant partie intégrante de la ville de Saint-Flour, est traversé par la D 679 reliant Saint-Flour et Talizat.

### Communes limitrophes
Les communes limitrophes sont Alleuze, Andelat, Coren, Roffiac, Saint-Georges et Villedieu.
| Andelat   | Coren       |               |
| Roffiac   | Saint-Flour | Saint-Georges |
| Villedieu | Alleuze     |               |

### Géologie et relief

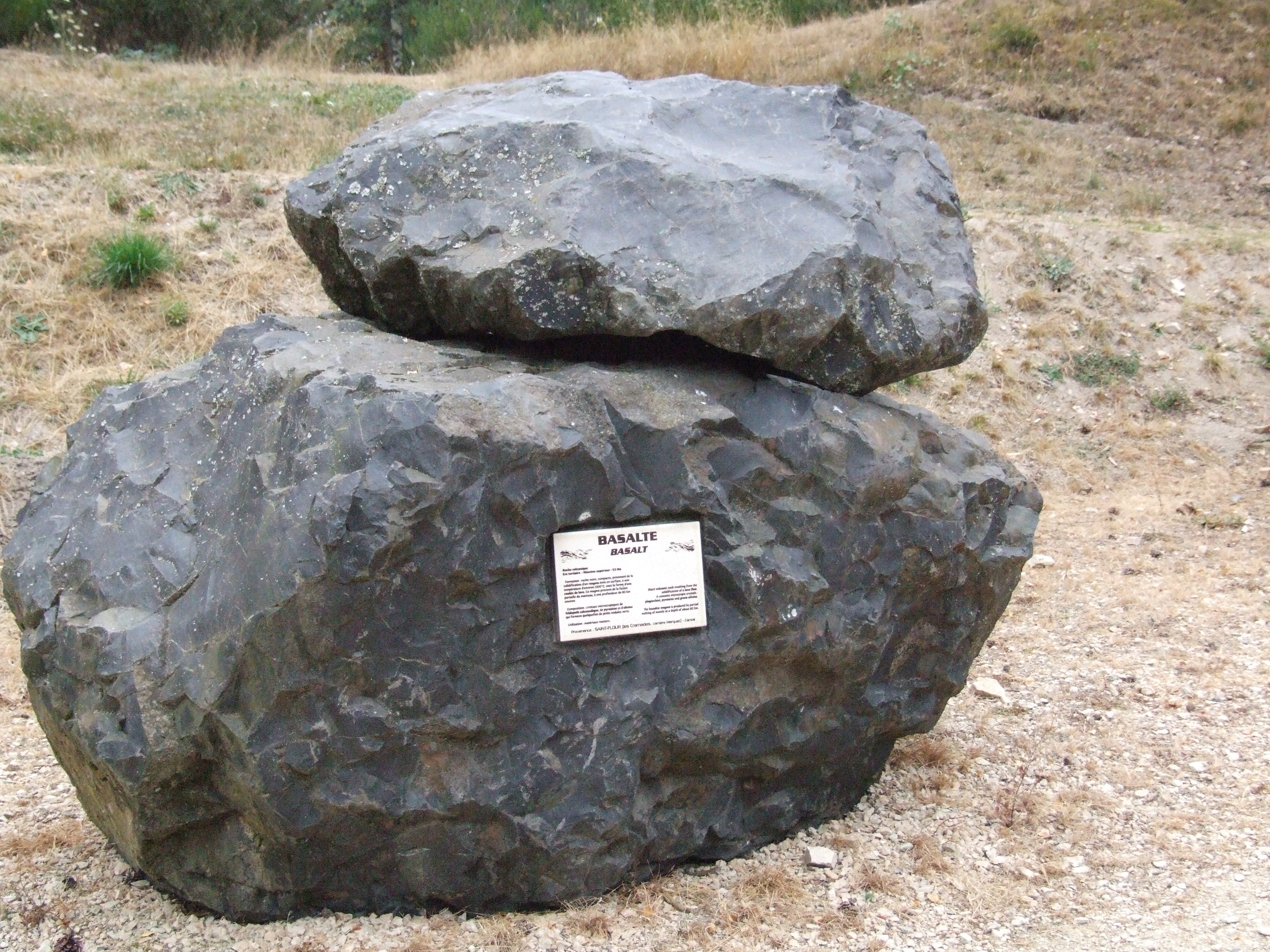
Basalte de St Flour

La géologie est volcanique datant du quaternaire avec un exemplaire présenté un peu au sud au niveau du Géoscope de l'aire de la Lozère sur la sortie 32 de l' Autoroute A75 ou méridienne.
Les orgues basaltiques de Saint-Flour se trouvent le long de la route entre la haute et la basse ville. On croirait une fortification mais ceci est d'origine naturelle.

### Climat
Pour des articles plus généraux, voir Climat d'Auvergne-Rhône-Alpes et Climat du Cantal.
En 2010, le climat de la commune est de type climat des marges montargnardes, selon une étude du CNRS s'appuyant sur une série de données couvrant la période 1971-2000. En 2020, Météo-France publie une typologie des climats de la France métropolitaine dans laquelle la commune est exposée à un climat de montagne ou de marges de montagne et est dans une zone de transition entre les régions climatiques « Ouest et nord-ouest du Massif Central » et « Nord-est du Massif Central ».
Pour la période 1971-2000, la température annuelle moyenne est de 8,8 °C, avec une amplitude thermique annuelle de 15,7 °C. Le cumul annuel moyen de précipitations est de 765 mm, avec 9,4 jours de précipitations en janvier et 6,8 jours en juillet. Pour la période 1991-2020, la température moyenne annuelle observée sur la station météorologique installée sur la commune est de 8,8 °C et le cumul annuel moyen de précipitations est de 800,3 mm,. Pour l'avenir, les paramètres climatiques de la commune estimés pour 2050 selon différents scénarios d'émission de gaz à effet de serre sont consultables sur un site dédié publié par Météo-France en novembre 2022.
| Mois                                  | jan.             | fév.           | mars           | avril         | mai           | juin            | jui.          | août           | sep.            | oct.          | nov.             | déc.           | année      |
| ------------------------------------- | ---------------- | -------------- | -------------- | ------------- | ------------- | --------------- | ------------- | -------------- | --------------- | ------------- | ---------------- | -------------- | ---------- |
| Température minimale moyenne (°C)     | −2,2             | −2,3           | 0,1            | 2,3           | 5,9           | 9,3             | 11            | 10,7           | 7,6             | 5,3           | 1,3              | −1,4           | 4          |
| Température moyenne (°C)              | 1,2              | 1,7            | 4,8            | 7,3           | 11,2          | 15,1            | 17,4          | 17,2           | 13,3            | 9,8           | 4,9              | 1,9            | 8,8        |
| Température maximale moyenne (°C)     | 4,5              | 5,7            | 9,6            | 12,3          | 16,6          | 20,9            | 23,8          | 23,7           | 19              | 14,3          | 8,4              | 5,3            | 13,7       |
| Record de froid (°C) date du record   | −15,3 19.01.1994 | −17,3 01.02.10 | −20,5 01.03.05 | −8 07.04.08   | −2,5 07.05.19 | −0,4 06.06.1989 | 3 24.07.1999  | 1,3 30.08.1998 | −1,9 24.09.1996 | −8,4 26.10.03 | −13,1 22.11.1998 | −18,4 18.12.10 | −20,5 2005 |
| Record de chaleur (°C) date du record | 17 30.01.02      | 23 26.02.19    | 22,6 17.03.04  | 25,2 30.04.05 | 31,6 22.05.22 | 37 27.06.19     | 36,8 23.07.19 | 36,6 23.08.23  | 31,9 04.09.23   | 29,5 01.10.23 | 20,9 08.11.15    | 15,9 19.12.15  | 37 2019    |
| Précipitations (mm)                   | 51,6             | 42,5           | 43,4           | 72,3          | 83,1          | 73,2            | 60,2          | 75             | 83              | 80,8          | 72,7             | 62,5           | 800,3      |

## Urbanisme

### Typologie
Au 1er janvier 2024, Saint-Flour est catégorisée petite ville, selon la nouvelle grille communale de densité à 7 niveaux définie par l'Insee en 2022.
Elle appartient à l'unité urbaine de Saint-Flour, une unité urbaine monocommunale constituant une ville isolée,. Par ailleurs la commune fait partie de l'aire d'attraction de Saint-Flour, dont elle est la commune-centre,. Cette aire, qui regroupe 36 communes, est catégorisée dans les aires de moins de 50 000 habitants,.

### Occupation des sols

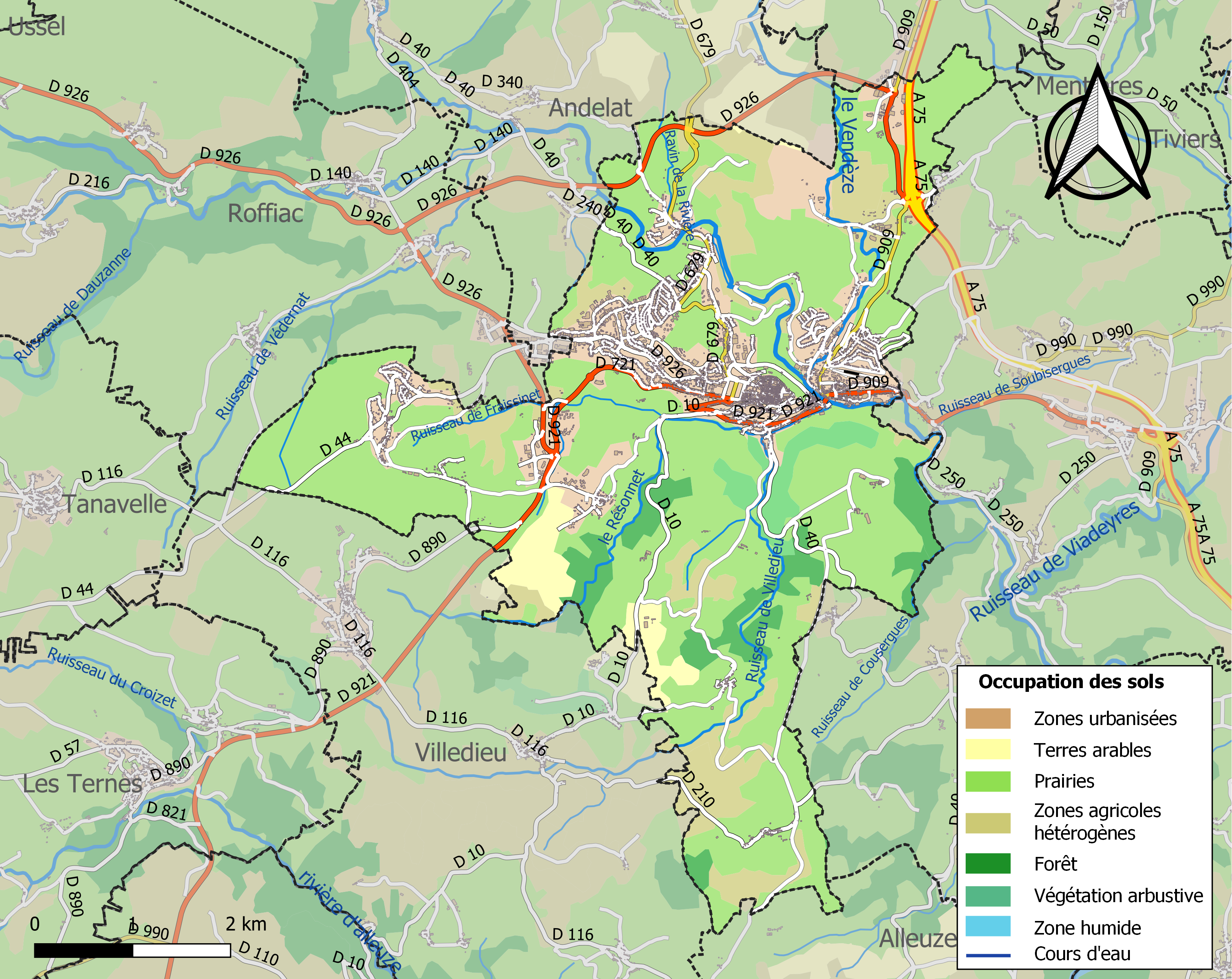
Carte des infrastructures et de l'occupation des sols de la commune en 2018 (CLC).

L'occupation des sols de la commune, telle qu'elle ressort de la base de données européenne d’occupation biophysique des sols Corine Land Cover (CLC), est marquée par l'importance des territoires agricoles (74,1 % en 2018), en diminution par rapport à 1990 (78,8 %). La répartition détaillée en 2018 est la suivante : 
prairies (58,5 %), zones urbanisées (13,3 %), zones agricoles hétérogènes (12,5 %), forêts (5,6 %), terres arables (3,1 %), zones industrielles ou commerciales et réseaux de communication (3 %), milieux à végétation arbustive et/ou herbacée (2,4 %), mines, décharges et chantiers (1,6 %). L'évolution de l’occupation des sols de la commune et de ses infrastructures peut être observée sur les différentes représentations cartographiques du territoire : la carte de Cassini (XVIIIe siècle), la carte d'état-major (1820-1866) et les cartes ou photos aériennes de l'IGN pour la période actuelle (1950 à aujourd'hui).

### Habitat et logement
En 2022, le nombre total de logements dans la commune était de 4 065, alors qu'il était de 4 078 en 2016 et de 3 987 en 2011.
Parmi ces logements, 78,4 % étaient des résidences principales, 5,4 % des résidences secondaires et 16,2 % des logements vacants. Ces logements étaient pour 44,4 % d'entre eux des maisons individuelles et pour 55,1 % des appartements.
Le tableau ci-dessous présente la typologie des logements à Saint-Flour en 2022 en comparaison avec celle du Cantal et de la France entière. Une caractéristique marquante du parc de logements est ainsi une proportion de résidences secondaires et logements occasionnels (5,4 %) inférieure à celle du département (20,6 %) et à celle de la France entière (9,7 %). Concernant le statut d'occupation des résidences principales, 48,1 % des habitants de la commune sont propriétaires de leur logement (47,1 % en 2016), contre 71 % pour le Cantal et 57,5 pour la France entière.
| Typologie                                               | Saint-Flour | Cantal | France entière |
| ------------------------------------------------------- | ----------- | ------ | -------------- |
| Résidences principales (en %)                           | 78,4        | 67,9   | 82,3           |
| Résidences secondaires et logements occasionnels (en %) | 5,4         | 20,6   | 9,7            |
| Logements vacants (en %)                                | 16,2        | 11,5   | 8,0            |

### Voies de communication et transports

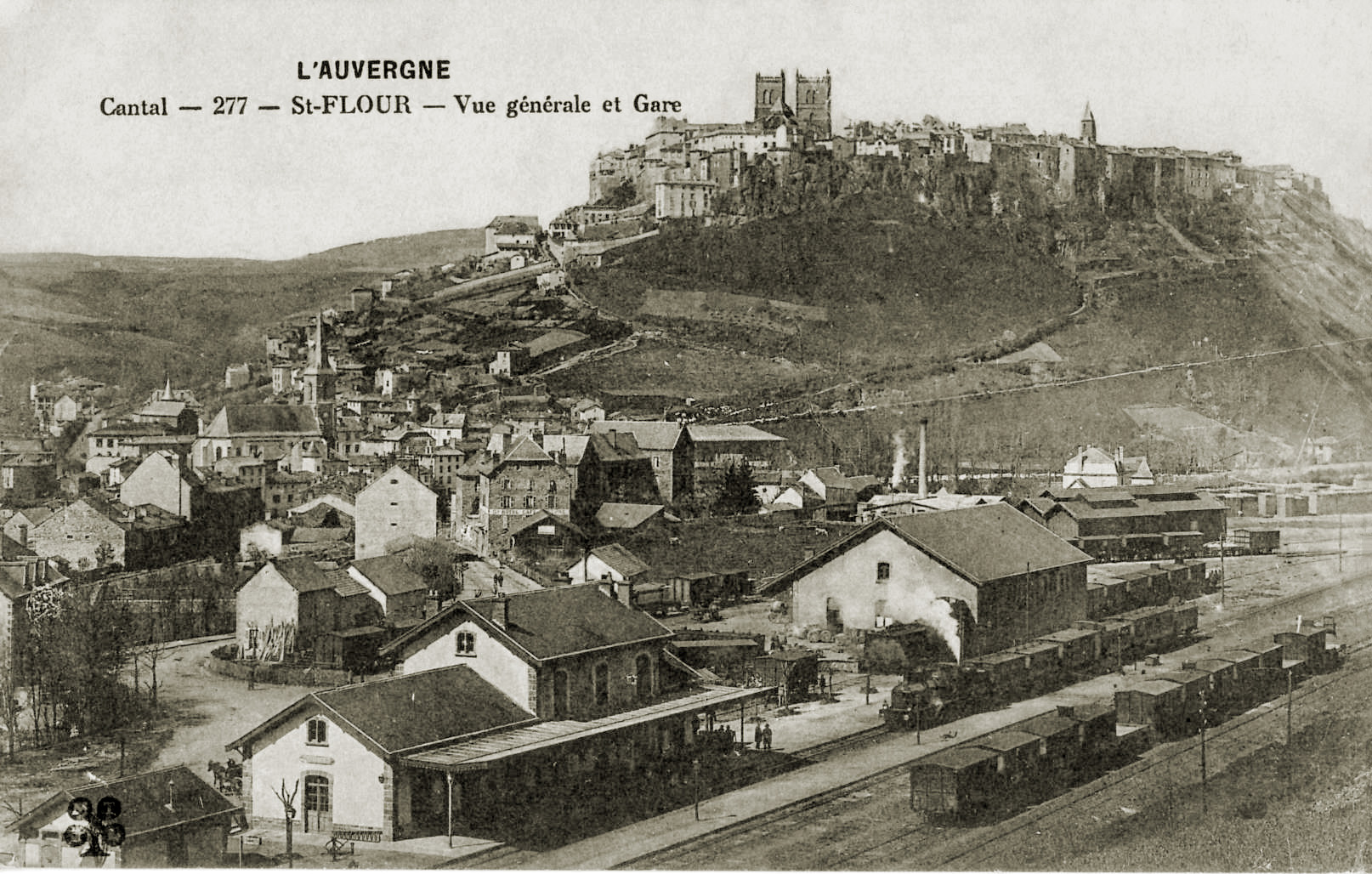
La gare de Saint-Flour - Chaudes-Aigues au début du XX.

- Gare de Saint-Flour - Chaudes-Aigues, desservie par l'Intercités Aubrac (1 train par jour et par sens) et par des autocars TER Auvergne (vers Aurillac et Massiac).
- Saint-Flour est desservie par l'autoroute A75 qui relie Clermont-Ferrand à Béziers et Montpellier, via le viaduc de Millau. Deux sorties sont possibles : 28 et 29.
- La D 926 jusqu'à Murat puis la RN 122 relient la ville à la préfecture du Cantal, Aurillac.
- Floribus, service de transport urbain gratuit, relie les zones d'habitation et d'activités de l'agglomération[13].

## Toponymie
La ville porte le nom de Florus, apôtre de l'Auvergne au IVe siècle.
En occitan auvergnat, Saint-Flour s'écrit « Sant Flor » depuis le Moyen Âge et le développement de l'écriture occitane.

## Histoire

### Préhistoire
Les premières traces d'occupation humaine découvertes dans le secteur de Saint-Flour remontent à la période du néolithique, pour preuves, les nombreux dolmens parsemant la Planèze de Saint-Flour et ses environs (la Table du Loup, 4000 ans av. J.C. près de Sériers, dolmen de Touls près de Coltines…).
L'existence de pratiques pastorales est attestée par la palynologie au cours du néolithique moyen dans le nord-est du Cantal. Cette présence humaine se confirme sur le plateau du Mont‑Indiciac (Indiciacum, Indiciacus) là où se situa la ville antique de Saint‑Flour, proche de la rivière Ander.

### Protohistoire
En 2016, dans le cadre de la rénovation de la place d'Armes à Saint‑Flour, l'Institut national de recherches archéologiques préventives (Inrap) a procédé à treize sondages, révélant des sépultures antérieures à la période gothique de la cathédrale. La découverte de fragments d'amphores et divers autres objets indique une occupation au milieu du IIe siècle av. J.-C..
C'est en 2018, que l'Inrap met au jour ce qui semble être une ville gauloise, lors des travaux du contournement de la ville. Des voies antiques, un atelier de poterie, des fours, des canalisations d'eau et réservoirs sont sortis de terre. Au total plus de 500 pièces présentant un intérêt archéologique. Ces fouilles s'ajoutent aux découvertes de 2016 dans la cité, confirmant une histoire de Saint‑Flour dans la période laténienne.

### Antiquité
L'histoire de la ville gallo-romaine, Indiciacum ou Indiciacus, demeure mal connue. En 1881, lors de la construction du chemin de fer en ville basse, puis dans le quartier du Bel Air, en 1967, furent mis au jour des vestiges d'une implantation romaine (traces d'une villa romaine, près du Bel Air et au Pré de Pâques). Une urne grise, des crânes et ossements, deux œnochoés (pichets à vin), des monnaies, des fragments de murs, des tuiles, des moules à grain, des statuettes furent retrouvés. Ces vestiges ont été datés du Ier siècle av. J.-C., des Ier et IIe siècles. Cela permet de conclure à l'existence d'un vicus — une agglomération secondaire — située en bordure de la voie romaine reliant Augustonemetum (Clermont-Ferrand) et le Gévaudan. Place de la Halle aux blés dans le centre-ville, des tégulae (tuiles plates), des monnaies romaines, de la céramique à décors ont également été mises au jour.

#### Christianisation, Florus le fondateur
Le rocher qui porte la ville a pris le nom de Mont‑Indiciac, nom qui viendrait d'Indicius, propriétaire de la villa gallo-romaine proche de Saint‑Flour.
C'est au Ve siècle, qu'un moine ou évêque du nom de Florus, arrivé vraisemblablement de Lodève, serait venu évangéliser la région d'Indiciac. Sa présence et sa vénération par les habitants du lieu donnera, Sancti Flori, puis Saint‑Flour.
À cette époque, Florus est réputé avoir été l'un des soixante-douze disciples du Christ. Ce qui place Indiciac (futur Saint‑Flour) comme le premier lieu d'implantation du christianisme en Auvergne.

#### La légende florienne
Selon la légende, saint Pierre envoie Florus porter la bonne parole en Narbonnaise. Celui-ci s'installe à Lodève où il convertit la population à la nouvelle religion. Investi de la volonté divine, il pousse jusqu'au pays arverne, à travers les Cévennes et les Causses pour évangéliser les Gaulois, tout juste devenu des Gallo‑Romains. Premier miracle, lors de la traversée de ces paysages arides, Florus plante son bâton dans la pierre et fait jaillir une source claire, sauvant ses compagnons de la soif. Entré en terre d'Auvergne par le sud, la vue du mont Indiciac le pousse à s'installer sur ce plateau basaltique qui porte aujourd'hui son nom.
Second miracle, arrivé au bas dudit plateau avec ses disciples, il appose sa main sur un rocher qui s'ouvre en deux, révélant un passage qui leur permettra de gagner le haut du plateau. Dans une version plus romantique de la légende, la petite troupe est poursuivie par des brigands et ne doit la vie sauve qu'à ce miracle. Installés au sommet, Florus et ses disciples vont construire une chapelle à un endroit, troisième miracle, délimité dans la neige par Dieu lui-même. De là, Florus commencera à prêcher sa foi.

### Moyen-Âge
Le culte de Florus est attesté dès la fin du Xe siècle, des pèlerinages lui sont alors dédiés. Ils ne prendront jamais l'ampleur de ceux de Saint‑Jacques, mais la notoriété du saint est certainement à l'origine de l'implantation de la Villa Sancti Flori.

#### La réalité
En l'absence de documentation locale, l'hypothèse la plus communément admise actuellement est que Florus vécut et s'installa au Ve siècle. Peut‑être s'agit‑il de cet épiscopus Florus de Lodève qui était présent à un concile qui se tint à Arles en l'an 451.
Si les miracles qui lui sont attribués furent vraisemblablement inventés tardivement pour renforcer son aura (celle de la ville et pour justifier sa sainteté) en revanche, le culte de Florus est attesté au Xe siècle dans une grande partie des territoires de langue occitane. Sa sainteté est confirmée par plusieurs bulles papales de son temps. Son culte se renforce au XIe siècle, ce qui contribuera à l'essor de la ville, puis décroit aux XIIe au XIIIe siècle.
La cathédrale du diocèse de la haute-Auvergne est dédiée à Saint‑Pierre et Saint‑Flour. On y trouve un très beau meuble reliquaire censé contenir ses restes même si le culte des reliques n'a plus vraiment cours aujourd'hui.

### Fondation du prieuré de Saint‑Flour
C'est vers l'an mil que deux puissantes familles, les Nonette et les Brezons, s'affrontent à propos des terres d'Indiciac et plus particulièrement de la terre ecclésiastique. La future ville de Saint‑Flour émergera de cette discorde avec la création d'un prieuré et du pont sur l'Ander, ainsi que la construction des remparts.

#### Les familles de Brezons et de Nonette s'emparent d'Indiciac
Eustorge II de Brezons, surnommé le Clerc, issu de la famille des vicomtes d'Auvergne, portait le nom de son domaine situé près de Pierrefort. Cet Eustorge, deuxième du nom, est le fils d'un autre Eustorge, né vers 900 et frère de Robert de Clermont.
Vers 980, Eustorge II, seigneur d'Indiciac, céda la possession d'Indiciac — la chapelle où repose le corps de Florus — à l'abbaye de Sauxillanges, laquelle dépendait de l'abbaye de Cluny. Il avait des fautes à se faire pardonner et, au soir de sa vie, il envisageait de se faire moine. Il décède vers 980-990, laissant son domaine à son fils Eustorge III, surnommé le Taureau Rouge.
Eustorge III décide de reprendre ce bien qu'il considère comme le sien. C'était un phénomène fréquent à cette époque que de considérer qu'un bien était confié à l'Église et non pas donné définitivement.
Une bulle du pape Grégoire V en avril 998 liste les possessions de tous les monastères clunisiens et Saint-Flour y est notée comme dépendante de l'abbaye de Sauxillanges, elle-même possession de Cluny. C'est le jeune Odilon de Mercœur, abbé de Cluny, qui sera le demandeur et le dépositaire de cette bulle papale.
En août 999 ou 1000, Eustorge III et son neveu Amblard II de Nonette décident de restituer Indiciac à l'abbaye de Cluny. Quelques moines de Sauxillanges arrivent pour gérer le monastère du mont Indiciac.
Amblard II de Nonette, surnommé le Mal Hiverné (le Mauvais Coucheur), issu lui aussi des vicomtes de Clermont, en profite vers l'an 1008 pour reprendre la terre d'Indiciac, toujours avec l'aide de son neveu. Une guerre de clan entre les familles Brioude‑Gévaudan et les Clermont fera qu'Indiciac sera rendu à Cluny une nouvelle fois.
La mort d'Eustorge III de Brezons vers 1013-1015 verra son fils Amblard II faire coalition avec Amblard II de Nonette. Ce dernier devient l'homme fort de la planèze et place Amblard II de Brezons à la tête d'Indiciac qui aussitôt s'empresse d'y construire une fortification.
Les deux Amblard déclencheront ce que Marcellin Boudet appellera la guerre de la Planèze. Ils accaparent une grande partie des terres proches d'Indiciac : Valuéjols, Neuvéglise, Villevieille et Chaliers. Ils usurperont des possessions monastiques telles celles de Molompize, appartenant à l'abbaye de Conques.
On pourrait parler d'un remembrement à la hache et pour leur seul arrangement puisque ces terres à cette époque étaient en possession d'une multitude de propriétaires, dont des abbayes comme Aurillac, Conques et Sauxillanges, ou de grands propriétaires comme les Mercœur…
C'est une véritable guerre qui s'engage et elle ne se fera pas sans résistance. Bernard d'Anger, écolâtre, moine de son état, en rapportera quelques épisodes dans son ouvrage Les Miracles de sainte Foy. Il en signale la violence par ces paysans de la Planèze qui renoncent à faire du feu dans leurs habitations de crainte de les voir incendiées pendant les razzias.

#### Les remords d'Amblard de Brezons
Vers 1017, Amblard de Brezons sait que son parent avait fait don d'Indiciac aux religieux de Cluny. Éprouve-t-il des remords ? Toujours est-il qu'en accord avec sa femme, il décide de fonder un monastère cloîtré à Indiciac en remplacement du sanctuaire détruit. Il se tourne vers son suzerain Amblard de Nonette qui refuse.
Le contour Amblard de Nonette (titre courant dans les pays occitans) s'étant débarrassé d'un proche parent, Guillaume le Brun, dit Brunet, de manière violente (ce dernier voulant une part d'héritage sur un bien encore indivis) va le mettre en difficulté. Ce crime plonge dans l'effroi la population. Il devient un paria et le vide se fait autour de lui.
Sur les conseils d'Amblard de Brezons, son cousin, il rencontrera Étienne IV, évêque de Clermont (avant 1317, l'Auvergne constitue un unique diocèse dont l'évêque réside à Clermont), qui, scandalisé par les faits, jette l'interdit religieux sur ses domaines et lui ordonne de se rendre à Rome pour y rencontrer le Pape.
Les deux cousins rencontrent le Pape, vers 1017/1018, qui acceptera officiellement la création d'un monastère à Indiciac (Amblard de Nonette s'étant rangé à l'idée de son cousin, ce qui tombe certainement bien pour se faire pardonner) et, pour un pardon plus complet, un pèlerinage est imposé à Saint-Michel. Lieu probable, comme l'écrit Marc-Yvon Duval, se situant à 400 km au sud-est de Rome sur le Mont Gargan, célèbre lieu de pèlerinage à l'époque.

#### Le silence d'Amblard de Nonette
Il était convenu qu'une fois rentré en France, Amblard de Nonette confirmerait la donation d'Indiciac devant le chapitre de Cluny. Or il s'y refuse.
C'est encore son cousin Amblard de Brezons qui tentera de dénouer le problème en lui payant une somme d'argent pour que sa parole devienne effective (en fait, Amblard de Nonette s'est senti trahi par son cousin qui a négocié avec Odilon de Mercœur pour placer son fils Étienne prévôt du nouveau monastère, il lui réclame donc le prix de sa trahison), puis il demande à Odilon de Mercœur de venir à Saint-Flour.
Les deux Amblard confirmeront alors la donation devant témoins. Un rite en atteste la validité : Amblard de Nonette et Amblard de Brezons viennent « en étranger » au domaine de Saint‑Flour pour demander du pain, du vin et de l'eau. Ce rituel indique à tous que désormais ce domaine n'est plus le leur.
Odilon de Mercœur, pour mieux pérenniser cet accord, profitera de la venue du roi Robert II le Pieux dans les années 1019-1020 qui voyage vers le Sud de la France pour envoyer les deux frères, Eustorge de Brezons, fils héritier d'Amblard de Brezons, et Étienne devenu prévôt du nouveau prieuré. La donation sera ratifiée par un diplôme, scellé du sceau royal.
Odilon de Mercœur se rendra à Rome où le pape rédigera un acte d'absolution de toutes leurs fautes. Le prieuré de Saint-Flour existe enfin.

#### Le prieuré de Saint‑Flour
Dès sa création, une règle fixe un nombre de vingt‑cinq moines, on sait que ce chiffre sera très rapidement dépassé. En 1286, le prieuré comprend trente moines dont un prieur, son adjoint et deux maîtres d'école.
Le prieuré sanflorain, du fait de sa situation, devient le centre d'un réseau d'églises dont la majorité se trouve en Planèze et alentours : L'église de Saint‑Flour, la chapelle du pont de l'Ander, Saint‑Michel de Montaigu (le calvaire), Saint‑Thomas, Andelat, Paulhac, Cussac, Cezens, Brezons, Thiviers, Mentières, Villedieu, les Ternes, Courtines, Saint‑Martin de Vigouroux, Boussac, Oradour, Gourdièges, Chaudes‑Aigues et Antérieux.
Il existera également, en dehors du prieuré clunisien, une confrérie de prêtres et de clercs dédiée à Sainte‑Foy, attestée depuis 1250. En 1310, au nombre de vingt‑six membres, ils obtiendront la protection du roi de France Philippe le Bel pour quatre bâtiments, situés à Saint‑Flour, acquis auprès du chapitre cathédral du Puy. En 1313, le pouvoir royal encourage les clercs et les prêtres à édifier une église en l'honneur de Saint‑Louis, projet qui ne verra jamais le jour.

### Saint-Flour dans la guerre de Cent Ans

#### Les sources[37]
L'histoire de Saint-Flour durant cette période fut longtemps méconnue. Les historiens d'avant 1850 ne connaissaient pas les registres consulaires tenus en occitan, la langue locale, et non en français. Aussi peut-on lire dans le Dictionnaire Historique et Statistique du Cantal que la Haute-Auvergne fut peu concernée par la guerre de Cent Ans. Or, la ville ne fut jamais prise par l'ennemi et ses archives et registres consulaires nous sont parvenus intacts. À la fin du XIXe siècle, un érudit, Marcellin Boudet, les découvrit, les traduisit et put réécrire très exactement l'histoire de cette sombre période. Ainsi nous sont parvenues non seulement les délibérations des consuls, mais aussi les dépenses de la cité ordinaires et extraordinaires telles celles relatives aux fortifications et jusque dans les moindres détails : les aumônes annuelles aux pauvres de la ville, les cadeaux aux illustres visiteurs, les dépenses réalisées à ces occasions : chandelles, vivres, etc. au sol et au denier près.

#### L'évêché
Le XIVe siècle avait bien commencé pour Saint-Flour promu siège du nouvel évêché de Haute-Auvergne en 1317, qui comprenait les trois archiprêtrés de Brioude, Saint-Flour et Aurillac ; il est bon de noter que le seigneur abbé d'Aurillac eût difficilement supporté un seigneur-évêque local. Et Brioude était régi par un chapitre de chanoines-comtes. À Saint-Flour même, les consuls eurent de nombreux démêlés avec l'évêque en diverses occasions.

#### La grande peste et la guerre
La ville semblait à son apogée. Toutefois les nuages allaient s'amonceler sur la population. Ce fut d'abord la grande peste, plus connue sous le nom de « Peste Noire » venue d‘Orient. Elle frappa d'abord en Italie : Florence perdit cent mille habitants, Rome soixante mille, etc. Seul Milan y échappa en interdisant l'entrée d'étrangers et en dressant des potences pour les intrus. Selon Pétrarque, des villes, des campagnes entières furent dépeuplées. En France aussi l'épidémie exerça des ravages, notamment à Avignon et dans le Comtat Venaissln avec 130 000 morts et, en particulier, sept cardinaux.
À Saint-Flour, l'épidémie se révéla vraiment virulente à partir de 1348. En 1341 la ville comptait 1300 foyers imposables ; cela correspondrait, avec les exemptés, les hospitalisés et les impécunieux, à une population de 7 à 8 000 personnes. Alors la démographie chute : en 1349 on compte 938 foyers imposables puis, en 1362, 741 chefs de famille imposables. L'évêque Archambaut lui-même en fut victime. Une seconde épidémie moins meurtrière sévit à nouveau quelques années plus tard, trouvant alors ses victimes le plus souvent dans les classes aisées de la société sanfloraine. C'était une baisse très importante non seulement en capacité financière pour payer les dépenses courantes et les travaux et aussi acheter la paix et le retrait des bandes ennemies, cet affaiblissement touchait également le nombre de combattants et de défenseurs possibles recrutés dans toutes les classes de la population, notaires, négociants et même membres du clergé étaient armés.

#### Le traité de Brétigny
Mais encore plus visibles et durement ressentis, les grands malheurs vinrent de la guerre avec l'Anglais, en tenant compte que l'Aquitaine était anglaise. Ce furent en 1340 le désastre naval de l'Écluse, puis en 1346 Crécy, enfin en 1356 Poitiers. Saint-Flour alors se trouvait loin des combats. Mais le désastreux traité de Brétigny du 8 mai 1360, outre une énorme rançon, donnait de vastes territoires en Aquitaine au monarque anglais et, en particulier, le Quercy. Ce dernier fit de l'Auvergne la frontière sud du royaume de France. Le pont de Tréboul, créé au XIIe siècle sur la Truyère, sur un antique lieu de passage, en marquait la limite à moins de vingt lieues de Saint-Flour, alors proclamée par le roi Charles V : « clé du royaume devers la Guienne ».
Alors Saint-Flour fut directement concernée par la guerre. Ce ne fut pas comme dans les régions du nord du royaume une confrontation entre de puissantes armées, mais une guerre de ravages menée par des routiers professionnels que Jean de Bonnebaud présentait ainsi : « ils n'ont d'Anglais que le nom, mais font guerre d'Anglais ». Les routiers combattaient alors selon les règles communément admises. On préférait mettre un captif à rançon. Ce n'est qu'avec les petites gens que se menait la guerre « mortelle », où l'on pillait et massacrait à loisir. Dans les faits, ce fut une guerre de contrôle de territoires et d'occupation à partir de la prise d'un réseau de places fortes à partie desquelles les bandes de soudards pouvaient rançonner un pays, soit directement sur les caravanes de marchands ou de voyageurs, soit en enlevant du bétail et des provisions plus ou moins abondantes, par exemple en mettant une fois à l'abri dans le repaire d'Alleuze plus de deux cent têtes de bétail, soit en traitant un « pâtis » c'est-à-dire contre finances une paix plus ou moins respectée, les mauvaises raisons étaient faciles à trouver.

#### La citadelle
La ville de Saint-Flour était très bien protégée. Tout d'abord, elle possédait un élément essentiel : l'eau. De nombreux châteaux, places fortes et villes durent capituler quand on leur en coupa l'accès. Or la ville était naturellement alimentée par une nappe venant entre deux coulées basaltiques, intarissable et abondante, des puits parsemaient le promontoire. Érigée sur un promontoire dominant la vallée de l'Ander au nord et celle du ruisseau de Villedieu de cent à cent vingt mètres : ses trois faces nord, est et sud étaient naturellement bien protégées et des murs de vingt mètres augmentaient la défense. L'accès actuel de la montée des Orgues n'existe que depuis le XVIIIe siècle et la barrière basaltique était infranchissable. La porte d'accès principale, celle du Thuile, au sommet de la rue de la Coste, montait du faubourg du Pont sur la rivière l'Ander. Par elle transitait tout le trafic du Languedoc et du Rouergue, ainsi que les productions locales des faubourgs, comme les tanneries. Aussi cette porte était puissamment fortifiée par des herses et des barrières très fortes, en tout huit obstacles à franchir en montant sous les traits des défenseurs placés en position dominante.
Ainsi le seul point faible de protection restait le côté ouest. Aussi un épais rempart, précédé d'un avant-rempart et de trous en quinconce la protégeaient. Aux extrémités deux portes, celle du Muret et celle des Lacs ou des Agials, hérissées d'échauguettes et autre défenses donnaient accès à la ville. Mais toutes les forces défensives pouvaient s'y concentrer, les trois autres faces de l'enceinte restant pratiquement inaccessibles.
Dès 1335, le roi Philippe VI de Valois avait adressé des instructions au bailli des montagnes, pour garnir et garder les portes et améliorer les murailles. Cependant, les faubourgs manquaient de protection et furent souvent ravagés, que ce soit celui du Pont ou celui de la Bastide (actuellement le Gaz) assez peuplé : 1 200 habitants.
Qui dit travaux annonce la création de ressources pour les payer ; donc les consuls furent autorisés « à prélever six deniers par livre sur les vins, vivres et autres denrées que l'on vendra en ladicte ville », mais la même instruction créant cet octroi recommandait de l'appliquer « au moins de dommages que l'on pourra pour les bonnes gens ».

#### L'invasion anglaise
L'invasion anglaise dans nos montagnes commença vers 1355 et plus sérieusement autour de Saint-Flour en 1357. En 1363, le château de Montbrun, sur la paroisse de Lavastrie à quatre lieues de la ville, fut pris par Bertucat d'Albret, au service des Anglais, déjà maîtres de celui de Caylus dans le Carladès, voisinage dangereux. En de cette année, les sanflorains reprirent Montbrun, essuyant de lourdes pertes. Ils firent Bertucat prisonnier mais loin d'être mis à mort comme prévu il fut libéré grâce au vicomte de Murat. Ayant échappé à la mort décidée par les sanflorains, il résolut de se venger d'eux. Il réunit des troupes en s'alliant avec celles de Seguin de Badefol, qui venait de prendre Brioude, et se rua sur Saint-Flour, en outre soutenu par le vicomte de Murat, son sauveur, et par Adhémar d'Uchel en Rouergue. Donc la Ville subit plusieurs assauts entre 1363 et 1366 et fut assiégée au moins quatre fois et ses faubourgs « ars » (brûlés) et détruits au moins deux fois. Le roi Charles V en décembre 1366 enjoignit à son frère le duc de Berry de lui porter secours et de cesser ses tracasseries vis-vis des sanflorains.
Or si la ville sut résister, dans les alentours de nombreux châteaux, bastides et villages furent ravagés et incendiés. Saint-Flour même en août 1363 vit son faubourg pris et incendié par une compagnie conduite par un capitaine nommé Sénezergues, donc un gascon ; peu après une autre compagnie réussit à gravir la rue de la Coste pour voir son élan se briser devant la porte du Thuile et les assaillants se retirèrent en se vengeant sur les maisons du milieu et du bas de la cote hors de portée des arbalètes de la défense.
En 1365, Du Guesclin emmena ces bandes de routiers de Bertucat d'Albret et de Seguin de Badefol participer à la guerre de succession de Castille. En 1376-1377, les garnisons anglaises du Quercy et de Haute-Auvergne attaquent sans arrêt et leurs forces étaient souvent importantes : à Alleuze 330 chevaux, à Carlat Caupène et Ramonet de Sor disposaient de 300 lances, soit 2000 à 3000 chevaux.
Mais l'état des fortifications laissait à désirer au début de 1377. Pour compléter le chemin de ronde, il fallait traverser le palais épiscopal, l'évêque s‘y opposa. Le roi Charles V donna à son bailli des pouvoirs « de main souveraine supérieure « pour achever les travaux. Les notables de Saint-Flour en assemblée générale approuvèrent cette véritable expropriation au-delà des foudres canoniques. La foule s'assembla en une véritable émeute, bousculant le prélat, Pons d'Aurouze, qui ne fut sauvé que de justesse. Le duc de Berry, alors présent, voulut sévir, mais l'évêque l'en dissuada. Pendant les travaux, une attaque anglaise fut repoussée, en revanche ils s'emparèrent du château du Sailhant d'Andelat à un quart de lieue de Saint-Flour, complétant ainsi le blocus de la ville, avec les autres places aux mains ennemies : Murat, Carlat, Mallet, les Maisons, Monjuzieu, Montsuc , Fortuniès pour les principales. La proximité des Maisons, d'une part, et du Saillant, d'autre part, présentait un grand danger pour simplement sortir des murs.
La vie de 1383 à 1390 ne fut qu'une suite d'assauts, de tentative d'échelage de jour comme de nuit, de ruses les jours de foire ou de procession pour s'introduire par ruse. Ce furent d'innombrables tentatives ; Les traces s'en retrouvent dans les comptes des consuls et leurs registres : quintuplement des gardes, feux de nuit, distribution supplémentaires de vin, rebouchage des issues ainsi que des trous de mine pratiqués avec des barres de fer au pied des remparts. Dans un long mémoire, le consul Pierre Mercier révèle que chaque habitant était obligé de veiller deux ou trois nuits par semaine, que l'on faisait de fréquentes sorties, que devant la menace de famine on expulsa des bouches inutiles, que l'on dut brûler des charpentes de maisons pour la cuisson des aliments...
Peu de places fortes furent autant convoitées pendant les 35 ans de 1356 à 1391. Saint-Flour pris, c'était l'ouverture de la France centrale aux armées anglaises et aux bandes de routiers à elles alliées. On peut assimiler cette situation à celle d'Orléans plus tard, plus célèbre grâce à Jeanne La Pucelle. La ville apporta aussi moult contributions, vivres et munitions aux gens de guerre du roi, aux princes de la maison royale qui traversaient la cité ou faisaient étape en direction du midi. Parfois lorsque la force ne suffisait pas pour desserrer l'étreinte ennemie notamment celle basée au château du Saillant, il fallut conclure des pactes chers payés, mais assurant un minimum de liberté. De même, Saint-Flour aidait les défenseurs des châteaux voisins comme celui des Ternes. Elle obtint un rare privilège, celui de nommer le chef de sa milice. En 1379, le roi lui accorda une remise de 500 francs sur les impôts en retard, somme importante à l'époque.
En ce début 1379, la situation n'est guère florissante pour la cause française : les bandes anglo-gasconnes et anglo-limousines depuis Carlat menacent Aurillac ; Aimerigot Marchès prend Mercœur, puis Fortuniès (à côté de Murat), Geoffroy Tête noire tient Bort. Au printemps 1380, Bertucat d'Albret s'empare de Châteauneuf-de-Randon et Pierre de Garlan de Chaliers.

#### Le recours au connétable Du Guesclin
Alors les États provinciaux d'Auvergne, réunis à Issoire, rédigent une adresse au Roi réclamant la venue de Du Guesclin, seul à leur avis capable de sauver le pays. La population lassée et désespérée commençait de l'abandonner pour émigrer par exemple en Guyenne où elle pouvait vivre en paix. Le connétable arriva à Riom, en Basse-Auvergne, logé dans le château du duc de Berry, il y prépare la prise de Chaliers et de Châteauneuf-de-Randon avant celle de Carlat, but suprême de son intervention. Après un pèlerinage au Puy pour implorer sa guérison, il vint à Saint-Flour. Cela est attesté par les comptes consulaires, tant pour les dépenses de torches de cire et les cadeaux comme une paire de bottes que par la remise en état de matériel de siège : deux grandes balistes, quatre canons, de la poudre, 60 boulets de pierre, des composants de « feu grégeois »pour les pots à feu projetés par les balistes et des provisions de bouche en quantité. Avec le capitaine de Chaliers un « pâtis », expirant normalement fin juillet fut dénoncé le 29 juin, mais déjà le 20 juin, les arbalétriers de la ville se sont mis en route avec leur étendard vert et blanc, suivis de l'ost royale du connétable. Le 21 juin les boulets furent tirés pendant six jours. Le 27 juin, Pierre de Garlan rendit la forteresse. La milice de Saint-Flour rentra en ville tandis que, à deux jours de marche, Du Guesclin alla sur Châteauneuf de Randon qui se rendit au moment de son décès le 13 juillet 1380, les assiégés déposèrent les clefs sur son lit de mort.
La dépouille du connétable fut rapatriée sur la France avec moult avatars et traitements, un premier embaumement sommaire au Puy, où ses viscères, sauf le cœur, furent déposés dans un tombeau de l'église Saint-Laurent, à Montferrand la décomposition du corps en pleine chaleur estivale était insupportable, l'on dut faire bouillir les chairs et le squelette fut coulé dans la glaise et le corps ainsi reconstitué repris la route vers la Bretagne sa terre natale, mais à Angers un ordre formel du roi le détourna vers Saint-Denis, sauf le cœur inhumé à Dinan : ainsi le connétable eut quatre sépultures.

#### Nouveaux assauts
Mais, en Haute-Auvergne, ce décès se révéla un désastre : leurs chefs les ayant abandonnées pour suivre le cortège funèbre, les troupes royales se débandèrent, tandis que les ennemis reprirent l'offensive ; Carlat avait été repris par le comte d'Armagnac. Mais le 6 octobre les Anglais surprirent les quelques défenseurs et s'y installèrent à nouveau. Le 10, ce fut Le Saillant qui tomba aux mains de Pierre de Galan. Le duc de Berry envoya le maréchal de Sancerre. Après quelques succès, les sanflorains au siège de Montgieux subirent une grosse déroute, perdant même leur grosse baliste « la Brède ». La misère poussa de nombreuses familles à émigrer vers des contrées plus paisibles et sûres, telles la Guyenne, l'Aragon ou l'Aquitaine anglaise. À cette époque, notre pays eut également à souffrir de l'insurrection des « Tuchins » (Tue-Chiens), révolte de la misère analogue à celle des Maillotins parisiens, jusqu'à leur écrasement au bout de dix ans de rapines et de dommages en mai 1384 dans leur repaire du château de Brossadol.
En 1383, Alleuze fut occupé par un parti anglais. Cette propriété conservée par l'évêque de Clermont lors de la création de l'évêché de Saint-Flour était pauvre de ressources et donc mal gardée. Pierre de Garlan, dit « le méchant bossu » le fortifia puissamment et depuis ce lieu put rançonner les environs. Le maréchal Louis de Sancerre, appelé à la rescousse, se contenta de l'entourer d'un cordon de surveillance. Dans la nuit du 3 au 4 février 1387, les sanflorains attaquèrent en vain le château. Alors, rancunier, son occupant se vengea en décrétant le blocus d'une ville qu'il ne pouvait prendre, espérant la réduire par la famine, ravageant les alentours. Alors s'imposa la seule solution possible, la négociation et le rachat de la paix au prix fort par le traité de Rodez le 6 juillet 1387 ; malgré l'énormité de cette véritable rançon (250 000 francs) son application se révéla vite illusoire. Garlan continua ses razzias en Gévaudan, ne reprenant que quelque temps après son étreinte sur Saint-Flour. Alors le 20 septembre, un négociateur, Antoine du Prat fut envoyé mais ne put obtenir de trêve. Celle-ci fut l'œuvre du comte d'Armagnac, donnant quelque répit aux malheureux habitants. Six mois plus tard, un traité fortifié de multiples serments engageait Garlan à rendre Alleuze contre 30 000 livres, mais s'il suspendit les hostilités, pour l'évacuation il ne s'exécuta point au prix de nombreuses procédures devant le tribunal des Marques à Villedieu. La Ville était à bout de forces, les campagnes ruinées et le rusé bandit décida d'en finir. En janvier 1389, nouveau blocus accompagné de furieuses attaques jusqu'en mars 1390. En haut lieu, dans l'entourage du comte d'Auvergne, les négociations avaient abouti au « vuide » des châteaux d'Alleuze et de Carlat par un traité signé à Mende en juillet 1390 et le 9 janvier 1391 Garlan quittait Alleuze et ramenait ses troupes à Carlat que Caupène abandonna définitivement en mars suivant. En juillet 1392 le seigneur en titre de Carlat, Bernard de Pons, le vendit au duc Jean de Ber
À l'évacuation du château du Sailhant, le 3 février 1391, les cloches de la cathédrale sonnèrent longuement et joyeusement relayées par un « Te Deum ». La guerre avait coûté très cher en multiples rançons, souvent payées avec des expédients durs à exécuter. Ainsi en 1383, le rachat du château de Saillant fut réalisé grâce à un emprunt sur seulement cinq jours et payé en achetant du vin à terme et revendu au comptant.
Les assauts divers cessèrent enfin et en 1394, une grande fête célébra le retour de la paix ; elle commença à Villedieu, résidence foraine de l'évêque, et continua en procession jusqu'à la ville dans la vieille cathédrale romane bâtie par saint-Odilon et consacrée par le pape Urbain II lui-même. Les réjouissances durèrent trois jours et laissèrent un souvenir durable.
Un des derniers épisodes concerna le château d'Alleuze, si coûteux aux sanflorains. Il appartenait toujours à l'évêque de Clermont Henri de la Tour, qui ne s'en souciait guère et ne le faisait pas garder suffisamment. Le bruit d'un retour de l'anglais rappela de fâcheux et terribles souvenirs. Le 2 juin 1405, commandés par le consul Pierre Mercier, également bailli des Montagnes, ils se ruèrent sur la place inoccupée et la détruisirent par la poudre, le pic et le feu. Mais l'évêque de Clermont porta l'affaire jusque devant le Parlement de Paris et en 1411, les sanflorains furent condamnés à la reconstruction.

#### La cathédrale romane
La cathédrale romane d'Odilon de Mercœur avait au XIe siècle remplacé le vieil édifice carolingien. Le pape Urbain II l'avait lui-même consacrée le 7 décembre 1095. L'édifice donnait des signes de fragilité à cause de la véritable crise sismique qui secoua alors l'Auvergne, Haute et Basse. L'on étaya la voûte mais ce ne fut pas suffisant et en avril et en août 1396 tout d'abord le chœur, puis la tour des cloches s'écroulèrent. Sur cette tour avait été installée une horloge, œuvre d'un gentilhomme adroit et impécunieux, Renaud de Sedaiges, à l'époque considérée comme une merveilleuse invention ; réinstallée ensuite dans l'une des tours de la nouvelle cathédrale, elle disparut à la révolution lors de la destruction des tours ordonnée par Châteauneuf-Randon en 1792. En 1398, le nouvel évêque, Hugues de Manhac, décida de construire une véritable cathédrale. En 1399, le duc de Berry délégua son maître d'œuvre inspecter les travaux. Ceux-ci durèrent deux générations, sous la tutelle de six évêques. Admirons le courage, la ténacité et la générosité de ces sanflorains en cette période sombre de leur histoire. En même temps, ils construisaient la Collégiale et l'église des dominicains.
Nous avons vu l'existence de tensions entre la municipalité et les évêques, les uns ou les autres empiétant tour à tour sur leurs droits respectifs. Mais il est certain que la présence dans ses murs d'un épiscopat augmentait l'aura de la cité. Nous retrouvons dans les documents historiques beaucoup d'actes sur la relation entre l'évêché et les autorités consulaires, comme l'entrée en grande pompe d'un nouveau prélat avec remise des clefs ou le serment de fidélité par les nouveaux consuls en 1383. L'évêque Géraud du Puy fut parmi les trois ambassadeurs de France signant des » trèves » conclues le 6 décembre 1407 entre les rois de France et d'Angleterre à compter du 14 février 1408 jusqu'au 11 avril suivant pour le pays de Guienne. Ce document porte le sceau de l'évêque figurant un écu échiqueté à la bordure besantée posé sur une crosse soutenue par un ange, d'une taille de 18 m/m.
Les évêques de cette période furent les suivants :
- 1321 - 1347 Archambaud (mort de la peste)
- 1347 - 1361 Dieudonné de Canillac
- 1361 - 1367 Pierre Ier d'Estaing
- 1368 - 1374 Pierre II de Raussen
- 1373 - 1383 Pons d'Aurouze
- 1383 - 1396 Pierre de Vissac
- 1396 - 1404 Hugues de Manhac
- 1404 - 1413 Géraud du Puy
L'histoire de cette époque serait incomplète s'il n'était pas mentionné l'existence d'une institution particulière de sacrifice pour la communauté : le reclusage. À la différence des ermites qui allaient et venaient tout en priant pour le bien de tous, les reclus étaient enfermés dans un lieu exigu le restant de leur vie. Les recluseries existaient dans diverses villes, en Haute-Auvergne à Aurillac, Murat par exemple. La recluserie de Saint-Flour était située au Faubourg bâti en encorbellement sur une pile du pont en dos d'âne fortifié entre la tour à cheval et la porte à deux vantaux fermée la nuit. De sa cellule, la recluse pouvait entendre les offices de la chapelle Sainte-Christine voisine. L'espace était très serré : une pièce unique de sept ²pieds sur neuf », une cheminée, un grenier pour quelques fagots, un fenestrou au levant et une porte murée à chaux et à sable après la cérémonie de j'enfermement. Pour l'entretien, la communauté payait une servante, une maigre pension en nature ou en espèces et surtout la charité publique. Les dons ponctuels ne manquaient pas non plus, notamment ceux des nouveaux consuls, qui descendaient le lundi de Pâques saluer la recluse et lui demander ses prières pour la sauvegarde des habitants et de la cité. Ensuite, ils offraient des jeux à la jeunesse pour « s'esbaudir « dans le pré de Pâques de l'autre côté de la rivière. Ensuite eux-mêmes, se partageaient un bon repas. Au décès du reclus ou de la recluse, aucune difficulté ne surgissait pour son remplacement. Après des funérailles solennelles à fin de conduire dignement à sa dernière demeure « l'ange tutélaire de la ville », des mystiques se portaient aussitôt volontaires pour une place qui, en quelque sorte, les sacralisaient et comblaient de grâces leurs familles. La destruction du reclusage n'intervint pas avant la fin du XVe ou le début du XVIe siècle. Les troupes ennemies, les routiers et les pillards ; qui ravagèrent maintes et maintes fois les faubourgs, ont respecté la recluserie par superstition ou plutôt la crainte de la damnation et de l'enfer. Les registres ne mentionnent pas d'installation solennelle entre 1376 et 1382. Sans doute une telle cérémonie eût été trop risquée et dangereuse en raison de l'insécurité du moment.
Le choix du candidat reposait sur des critères impératifs : être sanflorain ; de bonne vie et mœurs ; d'une famille honorable ; avoir expressément postulé devant les consuls et présenté par eux à l'évêque.
La première recluse fut Béatrice Avinhal, de famille bourgeoise. Mais parfois ce furent des reclus. Le premier reclus cité, en novembre 1401, est « Géralt Bélard ». Mais il ne résista que quelques jours et fut remplacé par une recluse. Après plusieurs femmes, en mars 1404, ce fut un reclus. Certains reclus, désormais qualifiés de « frère » étaient de solide constitution. Le frère Jean Richard établira un record : 16 ans et demi ; de 1405 à octobre 1421. Le jour de Pâques 1406, les consuls visitent les reclus et lui offrent deux pichets de vin « valant deux sols » et font aussi contrôler par le maçon Froment la pile du pont. Outre la pension, le reclus reçoit des cadeaux et des aumônes, ainsi des étrennes aux calendes de janvier, c'est-à-dire de Noël. La servante habituelle fait défaut en mars 1420 à cause de l'épidémie qui sévissait au Pont. Les consuls la remplacent par la mère du forgeron Géraud Varillette. De même, le barbier Durand Juéry lui fournira des onguents pour le soigner.
En 1437, le reclus, Guillaume de Layas teste devant Pierre Avinhol, notaire, et les sieurs Champagnac, consuls, et Perinot Autrac, valet. Puis le laissant, ils vont se désaltérer chez Jean Trancher pour « 20 deniers ». Le 7 novembre suivant son successeur, Pierre Bénezit, est installé, il reçoit sa garde-robe, du charbon de terre pour se chauffer et sa pension mensuelle de 16 sols. Mission accomplie, consuls, prêtres et clercs se partagent un bon repas chez le consul Gillet.
La maison fut l'objet d'entretien à plusieurs reprises, en 1383, 1387 et 1396 par exemple refaire le manteau de la cheminée pour un coût de 30 sols et 6 deniers. En 1405, les registres consulaires détaillent une véritable reconstruction avec l'adjonction d'une chapelle.
La guerre était terminée. La ville allait pouvoir reprendre son essor et briller à nouveau avec le retour de la paix et de la sécurité.

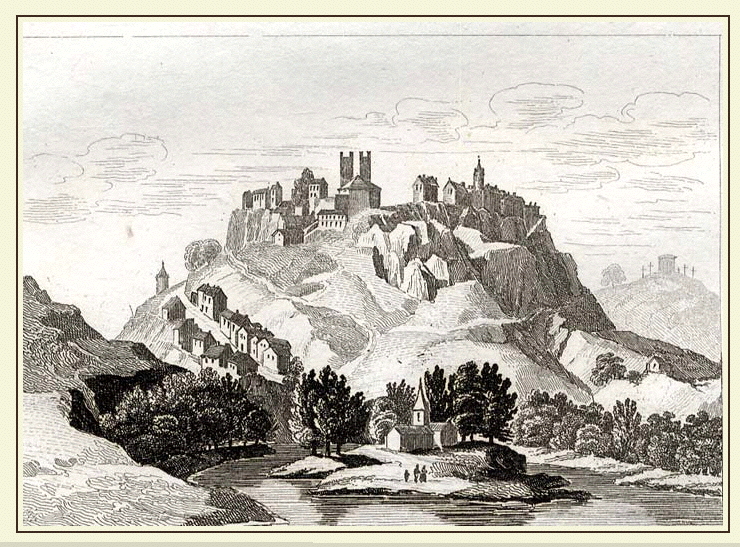
Saint-Flour par Malte-Brun 1836.

### 1317: création du diocèse de Saint-Flour
En 1317, l'immense diocèse de Clermont, couvrant toute l'Auvergne est partagé en deux sur décision du pape Jean XXII, qui redessine à la même époque la carte de plusieurs autres diocèses des pays de langue d'oc. Clermont n'est plus désormais que le siège de l'évêché de la Basse-Auvergne, tandis que Saint-Flour devient celui de la Haute-Auvergne : il comprend le Cantal actuel à l'exception du Mauriacois, de l'Artense et du Cézallier (restés dans le diocèse de Clermont) et le Brivadois situé aujourd'hui en Haute-Loire.
Au XIVe siècle, l'enceinte de la ville est revue et améliorée. La partie des faubourgs située contre les murailles est incendiée, afin de dégager un glacis. Au début des années 1380, les Tuchins ravagent les campagnes autour de Saint-Flour : ce sont souvent des villageois qui ont tout perdu à la suite des déprédations des routiers, et qui se mettent à vivre dans les bois.
En mai 1470, le roi Louis XI a confirmé, d'après son grand maître de France Antoine de Chabannes, les lettres de rémission et d'abolition accordées aux habitants de Saint-Flour.

### Une ville marchande
À côté de la cité épiscopale se développe une ville marchande qui reçoit progressivement les privilèges de s'administrer avec des consuls.
La ville se situe au carrefour de plusieurs importantes voies. Une strata publica, qualifiée de « chemin royal du pont du Colombier » ou « ancien chemin du Languedoc » à l'époque moderne, relie le Gévaudan à Saint-Flour en passant la Truyère au niveau du pont du Colombier (l'actuel terroir « le Pont de l'Échelle ») édifié par le prieur et la communauté des habitants de Saint-Flour en 1273, puis traversant les villages de Charbiac, de Grisols pour atteindre le barri (faubourg) de la Bastide (l'actuel quartier des Tanneries). À partir de Saint-Flour, une strata publica permet de rejoindre Massiac, une autre Brioude puis la Basse-Auvergne et l'île-de-France. Des marchandises ayant transitées par le pont du Colombier sont transportées par des Sanflorains vers les villes du Puy, de la Chaise-Dieu, de Brioude et de Langeac. Par ailleurs, la construction du pont du Colombier fait craindre au seigneur de Mercœur un contournement de ses péages situés à Coren et à Sistrières, ce qui l'amène au prélèvement d'un nouveau péage à Auriac en paroisse de Faverolles vers 1320.
Une via publica relie aussi Saint-flour à Villedieu et Cussac.
La ville possède sa propre mesure pour les grains, aussi utilisée à Volzac, Paulhac, Valuéjols et en paroisse de Chaudes-Aigues. La ville est un centre d'attraction avec un marché et deux foires, celle de saint Flour du 30 mai au 1er juin, et celle de l'octave de Toussaint (7 et 8 novembre), qui sont l'occasion pour le seigneur de Mercœur de prélever un péage à Vendèze. Ces deux foires encadrent la période d'estive dans les montagnes d'Auvergne. Alors qu'à la suite du traité de Brétigny qui cède la « Grande Aquitaine » à l'Angleterre en 1360, Saint-Flour devient une place forte frontalière du royaume de France (clef et frontière du royaume), Thomas de la Marche, seigneur de Nonette et lieutenant du roi Jean II le Bon, accorde deux nouvelles foires à la ville de Saint-Flour le premier juin 1360, celle de saint Laurent (10 août) et celle de saint Blaise (3 février).
À la fin du XIIIe siècle, des marchands sanflorains sont présents aux foires de Champagne. En 1290, trois Sanflorains et un Aurillacois sont cités parmi douze marchands qui assistaient aux foires de Lagny dans des lettres confirmant Jean Chrétien comme capitaine de la grande compagnie des marchands du Languedoc. En 1296, Guillaume de Rodez, de Saint-Flour vend un cheval à un marchand de Gênes à Troyes.
L'occitan restera la langue officielle de la ville jusqu'en 1542, moment où sont rédigés les derniers textes administratifs en cette langue en la ville de Saint-Flour,.

### Révolution française
Pour suivre le décret de la Convention du 25 vendémiaire an II invitant les communes ayant des noms pouvant rappeler les souvenirs de la royauté, de la féodalité ou des superstitions, à les remplacer par d'autres dénominations, la commune change de nom pour Fort-Cantal, Fort-Libre et Mont-Flour.
Le territoire de la commune n'a pas varié. La ville a également été de façon éphémère la préfecture du département, entre 1790 et 1795, avant qu'Aurillac ne lui prenne la place. En février 1790, la Foraine de Saint-Flour est érigée en commune.
Son évêché ne se déplaça jamais depuis sa création, mais, à la suite de la Révolution, celui du Puy-en-Velay lui fut attaché jusqu'à ce que le pape Léon XII et le roi Louis XVIII rétablissent l'évêque du Puy le 27 avril 1823.

### Le dix-neuvième siècle
La Révolution avait, à Saint-Flour comme dans le reste de la France, bien mérité son nom. Étaient tombés non seulement des têtes et des murs, mais aussi des façons de vivre. Des institutions que l'on aurait cru inébranlables avaient été soit rabaissées (administration municipale), soit persécutées ou solidement encadrées au point de changer de visage (service de l'Église). Ce fut le rôle du Consulat, devenu bientôt Empire, de remettre de l'ordre dans la maison.
Sur le plan « autorité locale » d'abord, dès la loi du 28 pluviôse an VIII (17 février 1800), la commune de Saint-Flour, qui avait plus de 5 000 habitants, eut un maire nommé pour trois ans par le Premier Consul. Mais ce n'est qu'en 1831 que ce maire fut choisi, cette fois par le roi, au sein du conseil municipal, et seulement en 1884 qu'il fut élu par ce même conseil.
Quant à l'Église, qui avait depuis des siècles pratiquement codirigé Saint-Flour avec (et souvent contre) le pouvoir municipal appuyé sur le pouvoir royal, elle retrouva, avec le concordat de 1802, une grande influence dans la cité.
Les autres institutions (justice, gendarmerie, police, enseignement, communications, équipement, etc.) s'établirent aussi ou se perfectionnèrent tout au long du XIXe siècle.
Le domaine privé évoluera comme le domaine public.

#### Devenir des bâtiments administratifs
L'État est prioritaire dans cette liste. Son représentant, au titre nouveau de sous-préfet, s'installe très brièvement dans l'ancien palais épiscopal (actuel Hôtel-de-Ville), mais, dès la restitution de ce bâtiment à l'évêque, il émigre, d'abord dans l'ancien couvent de la Visitation à l'emplacement actuel du tribunal, puis, en 1825, dans l'ancien hôtel Spy des Ternes, rue Sorel.
Le tribunal criminel, nouvellement créé lui aussi, et partageant brièvement avec la sous-préfecture, le tribunal de première instance et le tribunal de commerce de l'arrondissement l'usage du palais épiscopal, s'installe vers 1820 dans l'ancien couvent de la Visitation, ce qui entraine la construction, entre 1823 et 1838 dans la partie ouest de la zone voisine des Promenades, de la gendarmerie, inaugurée en 1847, puis de la prison dans les années suivantes. La gendarmerie avait précédemment erré deux fois dans le quartier du Muret, avant d'abandonner définitivement, en 1821, un grand bâtiment à la communauté Notre-Dame. Enfin, après la démolition totale de la Visitation, le département et la ville construisent sur les lieux un tribunal qui accueillera la cour d'assises, le tribunal correctionnel, le tribunal civil et le tribunal de commerce pendant au moins tout le XIXe siècle : deux de ces organismes y sont encore.
La mairie, qui avait occupé brièvement une partie des bâtiments de l'évêché, puis de la Visitation, inaugure en 1836 sur la place d'Armes un ensemble moderne qu'elle partage avec la Caisse d'épargne en 1893. Mais, après l'expulsion de l'évêque en 1906, elle s'installe en 1909 avec tous ses services dans le palais épiscopal, abandonnant son siège à la Caisse d'épargne, qui le rétrocède elle-même à la poste en juillet 1914. Enfin, alors que les Ponts-et-Chaussées se détacheront plus tard de la mairie avec la construction de leur siège sur la route de Murat, le commissariat de police en restera partie intégrante pendant tout le XIXe siècle.

#### Devenir des bâtiments scolaires
Mais c'est l'enseignement qui va s'avérer pour Saint-Flour le plus fécond en mutations. Les congrégations religieuses en auront l'exclusivité jusqu'à la loi sur la scolarité laïque et obligatoire de 1882, à partir de laquelle sera créé l'enseignement public.
Après avoir ouvert dès 1828 une école à deux classes dans un petit immeuble de la rue du Thuile Haut, les Frères des écoles chrétiennes s'installent en 1848 dans l'ancien couvent des Jacobins (actuel quartier Saint-Vincent, entre les rues Sorel et de Belloy). Ils y enseigneront les garçons pendant vingt-cinq ans avant d'émigrer en 1881 dans le bâtiment (bâtiment actuel du lycée agricole privé) qu'ils viennent d'édifier dans le quartier des Jardins, remplacés alors par les enseignants laïcs d'un cours complémentaire de garçons qui arrivent eux-mêmes de l'ancienne Visitation.
Les sœurs de Notre-Dame, enseignantes à Saint-Flour depuis 1632 (sauf pendant la Révolution) reconstituent une école dès le concordat et, devant leur succès, acquièrent en 1816 un immeuble près de la chapelle des Pénitents noirs (emplacement actuel de la bibliothèque et des archives municipales). Cinq ans plus tard, elles échangent cet immeuble avec l'immeuble voisin occupé par les gendarmes, auquel elles ajoutent bientôt d'autres bâtiments adjacents. Mais, en 1905, victimes de la loi de séparation, elles doivent céder la moitié de leur demeure, qu'elles ne récupèreront que soixante ans plus tard, au cours complémentaire de filles de l'enseignement laïc.
En ce qui concerne l'enseignement secondaire, créé par la loi du 15 fructidor an X (2 septembre 1802), le collège s'implante dès 1808 dans une partie du couvent de la Visitation et y aménage un internat en 1815. Une école primaire supérieure, dirigée par les « Frères de la doctrine chrétienne », y est adjointe de 1842 à 1852. Enfin, en 1881, y est mise en place la double organisation enseignement primaire - enseignement secondaire. À noter encore la création d'un petit séminaire destiné d'abord exclusivement aux élèves se destinant à la prêtrise. Localisé en 1824 dans les anciens bâtiments des Jacobins, il s'implante en 1845 dans une ancienne fabrique située sur la face nord des Promenades, qui sera largement aménagée. Les Lazaristes qui le gèrent accueillent en 1876 d'autres élèves que les futurs prêtres, et les membres du clergé séculier qui leur succèdent échappent sans grands dommages, en 1906, aux rigueurs de la loi de Séparation.
Au Faubourg, l'école privée Saint-Odilon, créée en 1885 par les Frères de Saint-Viateur avant d'être confiée en 1904 à un personnel sécularisé, et l'école publique ouvrent côte à côte sur l'actuelle place Saint-Odilon, tandis que les sœurs de Saint-Joseph deviennent aussi enseignantes.

#### Devenir des bâtiments religieux
Toutes ces créations, tous ces transferts sont peut-être encore plus parlants quand on évoque le destin de tous les immeubles religieux qui, pour certains depuis des siècles, participent à l'histoire de Saint-Flour.
L'évêché, récupéré par son titulaire Jean de Belmont en 1802, sera le siège épiscopal pendant plus d'un siècle, mais, après la loi de séparation des Églises et de l'État de 1905, et aussi quelques tâtonnements, il devient en 1910 le siège de la mairie. L'évêque résidera désormais dans une maison voisine, au début de l'actuelle rue de la Frauze, qui avait été à l'origine destinée aux chanoines.
La cathédrale, considérablement dégradée pendant la Révolution (tours partiellement rasées, cloches enlevées, intérieur saccagé), exigeait des travaux importants qui, décidés en 1824, se poursuivent de 1843 (restauration de l'orgue) à 1857. Mais la collégiale (actuelle « Halle aux Bleds »), tout aussi dégradée, est définitivement désaffectée du culte et sert, pendant tout le XIXe siècle et malgré des menaces de ruine de plus en plus prononcées, de marché et d'entrepôt, ses chapelles latérales devenant autant de commerces.
Le séminaire (actuellement « Hôtel-restaurant des Planchettes, rue des Planchettes »), superbe bâtiment édifié quelques décennies auparavant (à partir de 1753) par Paul de Ribeyre et rescapé des indécisions et des dégradations révolutionnaires, est remis le 1er février 1803 à la disposition de l'évêché qui y appelle successivement comme enseignants plusieurs ordres religieux. Devenu simplement « grand séminaire » à la création du « petit séminaire » en 1824, il est victime en 1905 de la loi de séparation, jusqu'à son rachat en 1913 par le curé cantalien de la paroisse parisienne de Saint-Philippe-du-Roule, qui en fait don à l'évêché. Il devait abriter pendant encore plus de quarante ans les futurs prêtres du diocèse.
Mais ce sont les deux ensembles conventuels des Jacobins et de la Visitation qui vont subir le plus de transformations.
Celui des Jacobins est d'abord partagé en deux. L'église abritera dans un premier temps les loges maçonniques, puis très brièvement le conseil général, encore plus brièvement le culte de la Raison et celui de l'Être suprême, avant d'être rendue à sa destination initiale : elle sera, de 1804 à 1926, date de sa désaffectation, et sous le nom de Saint-Vincent, l'église paroissiale de Saint-Flour. Les autres bâtiments serviront un temps de tribunal, et même aussi de prison ; ils seront ensuite occupés par les sœurs de la Visitation jusqu'en 1826, par le Petit Séminaire de 1826 à 1845 et enfin, de 1848 à 1879, par les Frères des écoles chrétiennes avant d'être récupérés par l'enseignement public (cours complémentaire de garçons).
Le vaste bâtiment de la Visitation, d'où les religieuses avaient été expulsées à la Révolution, a été occupé pendant plusieurs années et souvent en cohabitation par divers services (sous-préfecture, mairie, tribunal criminel, prison) avant d'être démoli par fractions entre 1820 et 1852 et de laisser la place à un tribunal et à un théâtre. Les visitandines, qui s'étaient regroupées dans un premier temps dans une partie de l'ancien couvent des Jacobins, s'établirent après 1823 (pose de la première pierre) dans un grand ensemble construit, en face de l'hôpital, au-dessus des orgues basaltiques.
Autres nouveaux monastères : l'un, purement contemplatif, le Carmel, édifié entre 1839 et 1842 à mi-chemin de la ville et du faubourg ; l'autre, contemplatif et devenu rapidement éducatif, le couvent Saint-Joseph, ouvert avec cinq religieuses en 1830 au faubourg dans le quartier de Villeneuve, près de la place baptisée en 1817 « place de la Rivière » et, en 1944, « place de la Liberté ».
À noter que le faubourg, érigé en paroisse dès 1802, ne disposait alors comme lieu de culte que de la petite chapelle des Cordeliers et que l'église Sainte-Christine a été construite à sa place et aménagée entre 1856 et 1865. Et, pour en terminer avec les anciens édifices religieux, il faut signaler que la chapelle du Calvaire, détruite en 1793, a été reconstruite entre 1830 et 1835 et que les deux chapelles des pénitents (noirs et blancs) ont cessé d'être opérationnelles au fil du temps, avant d'être privatisées ou de disparaître.
Les Sœurs de Saint-Vincent-de-Paul, arrivées à Saint-Flour en 1681, occupaient quant à elles un grand immeuble face à la Halle aux Bleds, où ont été ouverts un bureau de bienfaisance en 1813, des classes en 1821 (elles durent être fermées après les lois Jules Ferry), un orphelinat en 1835 et un dispensaire-clinique en 1927. Les Petites Sœurs des malades, dont l'ordre a été fondé par l'abbé Serres à Mauriac en 1865 et qui donnaient des soins à domicile, s'installent à Saint-Flour, en ville et au faubourg, pendant l'hiver 1870-1871.

#### Aménagements divers
D'autres transformations n'ont pas manqué à Saint-Flour tout au long du siècle.
Celles du domaine privé sont peut-être peu spectaculaires, mais elles comprennent notamment l'amélioration et l'agrandissement des ateliers traditionnels de tanneries, ganteries, lainage, des ateliers familiaux de fileuses et tisserands, et même des essais, malheureusement infructueux, de manufactures.
Dans le domaine public, la commune, aidée souvent par le département et l'État, a transformé la ville. Elle a dû en premier lieu réparer les destructions révolutionnaires des remparts, modifiant totalement des quartiers comme la porte des Lacs, la porte de Ribeyre (réaménagée en 1823), la porte du Muret ou la « Main de Saint-Flour ». En 1842, elle a décidé d'un lotissement fermant du côté sud le champ de foire jouxtant les Promenades, quartier appelé en 1899 « Cours Spy des Ternes ».
Elle s'est préoccupée aussi de l'aménagement des cimetières. Déjà, en 1778, avaient été déplacés dans les jardins de l'hôpital, à l'ouest immédiat des Promenades, ceux qui entouraient les édifices religieux, mais, en 1853, ont été décidés de nouveaux transferts sur les pentes du Calvaire pour la ville et dans le secteur de Vendèze pour le faubourg.
L'alimentation en eau lui a fait améliorer les conduites de tous âges qui amenaient l'eau des sources voisines, situées principalement à Fraissinet et à Fridières, jusqu'aux fontaines publiques : la plus ancienne, proche de la cathédrale datait du Moyen Âge, d'autres ont été peu à peu disposées dans différents quartiers. Pour les plus récentes, celle de la place de la Rivière, au faubourg, a été inaugurée en 1808, une autre (« La Renommée ») l'a été sur la place Gambetta (nom pendant trente ans de la place d'Armes) en 1891, avant d'être transportée cours Spy des Ternes en 1923. Mais les Sanflorains devront attendre 1934 pour avoir l'eau au robinet et le « tout à l'égout ». Il faut cependant signaler que des bains publics ont été ouverts face au côté est des Promenades dès 1820 et qu'un premier château d'eau « moderne » a été édifié en 1874.

#### Liaisons extérieures
Le télégraphe avait fait son apparition, pour la seule sous-préfecture, au début du Second Empire, mais la première ligne téléphonique, reliant la ville au faubourg, a été installée en 1893, la première cabine publique en 1900, avant l'arrivée chez les privés autour de 1904. L'ère de l'électricité a été plus tardive, puisqu'elle ne remonte qu'à 1927, mais la ville s'éclairait depuis 1880 quatre heures par nuit, sauf pannes ou dysfonctionnements, grâce à 70 becs de gaz alimentés par une petite usine installée dans le quartier des Tanneries
Côté communications, des routes peu confortables reliaient Saint-Flour à Clermont-Ferrand, Aurillac, Le Puy et Rodez, mais, à l'intérieur même de la commune, la route reliant la ville au faubourg, décidée en 1766 et commencée en 1767, n'a été opérationnelle que juste avant la Révolution, et la décision de doubler le pont médiéval sur l'Ander, devenu incommode par sa courbure et son étroitesse, a été discutée dès 1834 et finalement prise par le conseil municipal en 1842. Elle sera exécutée entre 1844 et 1846, amenant peut-être, à cause de la faible hauteur des arches, quelques risques supplémentaires d'inondation, mais surtout une grande amélioration dans la circulation des divers véhicules de cette époque. Mais on a dû pour cela restructurer complètement le quartier.
Autre transformation de Faubourg avec la construction de l'église Sainte-Christine, l'arrivée du chemin de fer (le viaduc de Garabit a franchi la Truyère en 1884) et la concurrence de deux compagnies (PLM et PO) ont eu pour conséquence obligatoire la construction d'une gare dont la localisation suscita bien des discussions. Edifiée finalement en 1888 au-dessus de la place de la Rivière, elle provoqua une notable extension du quartier et fut aussitôt le siège d'une importante activité, grâce aux nombreux voyageurs sur Paris (« trains Bonnet » créés en 1910) ou le midi, grâce aussi, à partir de 1910, à la liaison avec Brioude. Et on envisage à la même époque une liaison ferroviaire identique avec Espalion.

#### Démographie
On pourrait croire que le développement qui vient d'être décrit a entraîné une nette croissance démographique, or il n'en est rien. Le premier recensement, qui remonte à 1801, indique pour la commune de Saint-Flour une population de 5 282 habitants. Si elle passe à 5.704 en 1820 et, étonnamment, à 6.640 en 1831, elle retombe à 5.037 en 1871 et n'atteint que 5.777 en 1911. Cette population vit essentiellement des activités agricoles du secteur, dont profitent les commerces de la ville, de quelques modestes entreprises artisanales qui résistent aux échecs (tisserands, fileuses, etc.) et aussi et surtout des importantes activités « tertiaires » dues aux administrations sous-préfectorale, judiciaire et éducative. On doit enfin rappeler le poids très fort de l'Église et, à la fin du siècle, de la presse

#### Vie politique
Les responsables de la gestion de Saint-Flour, maires et sous-préfets, étant nommés par le pouvoir et les Sanflorains ne se sentant pendant longtemps peu concernés par la grande politique, les nombreux changements de régime qu'a connus la France au cours du XIXe siècle n'ont guère entraîné de bouleversements locaux. Ce n'est qu'à la consolidation de la IIIe République, dans les années 1880, qu'à la faveur d'une plus grande liberté de la presse se développe une opinion publique dont les conflits s'exacerbent à chaque élection du député. Les campagnes électorales de 1898 à 1914 en vue de la désignation des députés sont ainsi l'objet de joutes passionnées.

#### Loisirs
Il reste à parler des distractions. Le sport commence à s'organiser avec la création de « La Sanfloraine » en 1871 (restructurée en 1913), de « L'Alerte sanfloraine » en 1905, de « l'Union sportive sanfloraine (USS) » dans les mêmes temps avec un regroupement en 1923 ; les préoccupations culturelles apparaissent avec l'utilisation du théâtre (construit sur une partie de l'ancien couvent de la Visitation) par des troupes de passage ou même des groupes de collégiennes sanfloraines, l'ouverture par la municipalité d'une bibliothèque publique, la bibliothèque Geniès-Amat, décidée en 1879 et effective en 1904, ou l'édification sur les Promenades du kiosque Ravoux en 1909 : « La Lyre sanfloraine », qui vient de se constituer, s'y produit à chaque occasion. Le tout jeune cinéma n'a fait quant à lui que quelques essais locaux au début du XXe siècle.

#### Saint-Flour au début duXXesiècle
Ce XXe siècle, justement, va amener, à Saint-Flour comme partout ailleurs, des changements considérables. Certains n'ont pas amélioré la démographie : les faibles ressources locales, l'attrait de la capitale et les toutes nouvelles facilités de circulation expliquent l'émigration des Cantaliens, Nord-Aveyronnais et Lozériens vers Paris. Mais, si la population de Saint-Flour et des campagnes périphériques a alors stagné ou diminué, cette émigration a entrainé la création dans la capitale de nombreuses amicales réunissant les natifs d'une même commune et parfois d'un même village. Ces amicales, fidèles au pays, y joueront, directement ou indirectement, un rôle important, qui rejaillira sur Saint-Flour.
Les Sanflorains restés sur place s'expatrient alors intellectuellement grâce à la presse. La presse locale ne se contente plus des joutes politiques du secteur et s'intéresse de plus en plus à des sujets nationaux ou internationaux. Et la presse nationale, en l'absence d'une radio ou d'une télévision encore dans les limbes, commence peu à peu à s'implanter. En tout cas, les matières ne manquent pas. À l'intérieur, les débats parlementaires et les discours - reproduits souvent intégralement - des hommes politiques tiennent une large place. Les différents budgets, la loi des trois ans et les projets d'introduction de la proportionnelle dans la loi électorale sont ainsi bien souvent évoqués. À l'extérieur, on parle beaucoup du Maroc, où la France est en train d'installer son protectorat, mais aussi des menaces grandissantes que fait peser sur l'Europe l'antagonisme entre la Triple Alliance et la Triple Entente. Sur ce point, les Balkans restent constamment en première ligne : deux guerre successives y ont éclaté et l'insécurité y est telle que, le 28 juin 1914, l'héritier du trône d'Autriche-Hongrie est assassiné à Sarajevo.
À vrai dire, ce dernier événement frappe moins l'opinion que le procès d'assises qui vient de s'ouvrir à Paris. L'accusée est Madame Caillaux, l'épouse du ministre récent créateur de l'impôt sur le revenu, qui a révolvérisé le directeur du Figaro. Mais, à la fin juillet, les choses se précipitent, le jeu des alliances s'enchaîne en un rythme infernal et, en l'espace de quelques jours, la France passe de l'insouciance à la mobilisation, puis à la guerre. L'assassinat de Jean Jaurès n'a pas alors le retentissement qu'il aurait eu en temps de paix, et le voyage en Russie du président Poincaré doit être écourté.

#### Saint-Flour pendant la Grande Guerre
Saint-Flour est touché, comme tout le pays, par le départ sur le front de tous les hommes, sauf les réformés et les exemptés, des classes 1888 à 1915. Cette main d'œuvre va manquer dans les entreprises locales, mais surtout les familles vont être, pour la plupart, déchirées matériellement et moralement. Les femmes doivent prendre des responsabilités inattendues et se contenter, pour vivre et faire vivre leurs enfants, des maigres allocations de l'État.
Les sexagénaires, voire les septuagénaires, se remettent au travail. Cela dans un climat d'incertitude et d'inquiétude.
La cité, qui est loin du front, va néanmoins s'installer dans la guerre. Sans nouvelles pendant de longues semaines de ses jeunes hommes mobilisés, mal informée par les communiqués officiels d'une situation militaire qui a failli pendant quelques jours devenir dramatique, elle accueille des réfugiés belges (le sous-préfet et le maire demandent à tous d'en prendre soin) et voit s'ouvrir, dans les bâtiments réquisitionnés de l'ancien petit séminaire, un hôpital temporaire affecté aux soldats blessés ou malades.
Le premier décès d'un de ces hospitalisés, un nommé Vaxo, va provoquer à la cathédrale et au cimetière, alors que le défunt n'a aucune attache sanfloraine, un rassemblement impressionnant de toute la population et plusieurs hommages officiels que la presse reproduit largement. Bientôt hélas, alors que certains resteront pendant plusieurs mois dans une angoissante incertitude, parviendra aux familles de Saint-Flour la nouvelle du décès de leurs proches sur les champs de bataille ou dans de lointains hôpitaux de l'armée, voire en captivité en Allemagne. La presse s'en fait l'écho dans des listes croissantes de « Morts pour la France » et retrace longuement les services religieux qui, à Saint-Vincent, siège de la paroisse, rassemble la quasi-totalité d'une population éprouvée.
Éprouvée, mais courageuse, aidée en cela par l'exaltation à tous les niveaux (presse ou bouche à oreille, contacts personnels plus ou moins responsables) d'un patriotisme qui laisse loin derrière lui les stériles joutes politiques de naguère, même s'il débouche souvent sur l'expression déraisonnée d'une détestation de tout ce qui est allemand. Mais on peut dire que ce patriotisme, axé vers la victoire annoncée et espérée de nos armes, sous-tend quotidiennement les activités de tous les Français, y compris ceux qui, tels les Sanflorains, sont bien éloignés de la ligne de front. Un nouveau mode d'existence se met en place, où les moins favorisés reçoivent l'aide de l'État, mais aussi - et peut-être surtout - des nombreuses associations caritatives déjà existantes ou créées pour l'occasion : on ne compte plus les appels aux dons, sous les formes les plus diverses, en faveur des mobilisés, des blessés, des prisonniers, des réfugiés. Les « dames d'œuvres » sanfloraines, les jeunes scolaires sont mis à contribution pour organiser des quêtes, accueillir à la gare permissionnaires ou blessés, visiter les hospitalisés, etc. Et, dans cette ambiance bien lourde, on pense quand même à quelques distractions : le « kino-cinéma » projette chaque semaine les derniers films arrivés à Saint-Flour et, de temps en temps, des séances récréatives sont proposées à « l'hôpital temporaire » ou des concerts sont donnés au kiosque Ravoux.
La presse de cette époque, au format réduit à une grande page recto verso, relate des nouvelles générales, toutes fragmentaires et orientées : la politique intérieure et extérieure est rapportée constamment dans une vision violemment antiallemande. Quant aux communiquées de l'état-major, ils n'indiquent pas le moindre revers militaire, à tel point que les succès qu'ils claironnent annoncent forcément la toute prochaine victoire, qui pourtant tarde toujours à arriver... Et cela va se poursuivre sur le même ton pendant quatre ans. Les avis de la sous-préfecture et de la mairie, qui apparaissent constamment en tête des nouvelles locales, parlent de conseils de révision, de mobilisation des jeunes classes, des exemptés et des réformés, de l'accueil des réfugiés belges, des horaires des trains ou des diverses cérémonies patriotiques.
Saint-Flour va vivoter ainsi quatre longues années, dans un enclavement matériel et moral déprimant. L'année 1916 se passe dans l'attente angoissante des nouvelles de Verdun, et 1917 voit bien l'intervention américaine, mais aussi l'échec militaire du chemin des Dames et le lâchage russe... On devine, dans ces conditions, que l'armistice du 11 novembre 1918 est vécu à Saint-Flour avec le même soulagement et le même enthousiasme patriotique que dans les autres villes de France. Et la ville entière, étroitement unie, va inaugurer, le 2 novembre 1921, son monument aux morts sur la place d'Armes.
Cette cérémonie hautement symbolique cache malheureusement un bilan bien modeste de ce début du XXe siècle, suivant lui-même un XIXe siècle le plus souvent décevant sur le plan développement économique. La population elle-même, qui avait péniblement atteint 5 777 habitants en 1911 et dont deux cents de ses membres sont tombés pendant la guerre (combien en sont revenus handicapés ?) est retombée à 5.134 en 1921. Aucun désenclavement routier n'est prévu, la ligne de chemin de fer Saint-Flour–Brioude est moribonde et le projet sur Espalion est définitivement abandonné. Les générations de cet après-guerre vont avoir du mal à supporter d'aussi lourds handicaps.

### Saint-Flour de 1939 à 1945
Le 3 mai 1936, à la surprise générale, la circonscription de Saint-Flour–Murat élit un quasi inconnu, Maurice Montel, député de la gauche indépendante. Il sera l'un des 80 parlementaires à refuser les pleins pouvoirs au maréchal Pétain le 10 juillet 1940.
Le 1er janvier 1939, le préfet des Pyrénées-orientales télégraphie au préfet du Cantal qu'il envoie un millier de réfugiés espagnols dans le Cantal. Plusieurs centaines d'entre eux seront logés à l'hôpital de Saint-Flour, où ils resteront quelques mois, avant d'être affectés à la construction du barrage de Saint-Etienne-Cantalès.

#### De la mobilisation à la débâcle
À Saint-Flour comme partout en France, après le départ des mobilisés, en septembre 1939, la drôle de guerre surprend mais la presse locale ne doute pas de la victoire, l'optimisme est de rigueur : « Les combattants de la Meuse sont les enfants des vainqueurs de Verdun. » Pourtant Le Démocrate reproche à Léon Blum de n'avoir pas voulu s'entendre avec Mussolini et à Paul Reynaud le trop grand nombre de socialistes dans son ministère.
Le 10 mai 1940 à 5 h 30, Saint-Flour connaît sa première alerte aérienne mais il n'y aura dans le Cantal ni combat ni bombardement. Après avoir pris Clermont et l'aérodrome d'Aulnat (21 juin), les Allemands s'arrêtent à Coudes, à 20 kilomètres au sud de Clermont et 80 kilomètres au nord de Saint-Flour, avant d'obliquer vers Saint-Etienne.
Dès le début des hostilités arrivent à Saint-Flour des centaines de réfugiés (impossible d'être précis) Belges, Français du Nord et des Ardennes. Ils sont hébergés chez l'habitant à Saint-Flour et dans les communes environnantes. Ce n'est qu'à la fin de l'été, après la signature d'un accord entre la France et l'Allemagne que presque tous rentrent chez eux, certains restent en Auvergne pour divers motifs (politiques, économiques).
« En quelques jours la France est passée de l'arrogance au désespoir. » Dans la capitale de la Haute Auvergne, devant les personnalités locales, évêque en tête, le monument aux morts est voilé de noir le mardi 25 juin 1940, avant une cérémonie de deuil à la cathédrale.

#### 1940 – 1944: De la défaite aux journées tragiques
À Saint-Flour, la quasi-totalité de la population est favorable au nouveau régime de Vichy dirigé par Pétain. Les nombreuses cérémonies, où se mêlent les représentants de l'État et du clergé font l'éloge du nouveau pouvoir sur fond de vénération du maréchal, il y a lieu de « remercier Dieu qui a suscité Jeanne d'Arc, mais aussi Richelieu, Napoléon, Foch et Pétain ».

##### La hiérarchie catholique
Les prises de position de la hiérarchie catholique sont d'importance dans cette ville épiscopale où Paul Lecoeur est évêque depuis 34 ans. Il était infirmier pendant la guerre de 1870 et c'est un euphémisme de dire qu'il n'est pas germanophile, dès le 19 juin 1940, il écrit à ses fidèles : « Contre toute espérance et contre tout droit, la force menace, en ce moment, de triompher... la justice peut être opprimée un jour mais bientôt … se redressera aux dépens de ses vainqueurs éphémères. »
Mais pour lui comme pour le cardinal Gerlier à Lyon « La France aujourd'hui c'est Pétain et Pétain c'est la France ». Pendant 2 ans le clergé est un précieux soutien du nouveau régime et de la Révolution Nationale. Paul Lecoeur meurt en mars 1942, le siège épiscopal demeure vacant pendant un an. Quand le nouvel évêque, Henri Pinson, prend possession du siège épiscopal, le 28 mars 1943, bien des choses ont changé. Il arrive de Vierzon, d'une paroisse où la ligne de démarcation sépare l'église, dans la zone occupée, du cimetière, dans la zone libre. Aurait-il facilité certains passages quand le curé accompagnait les défunts jusqu'à la tombe ? Selon certaines sources, il aurait appartenu au réseau de renseignements des Forces françaises combattantes ROY. Il sera décoré de la médaille de la Résistance (Journal officiel du 17 mai 1946 - décret du 24 avril 1946). Dans le bas clergé, nombreux sont ceux qui ont commencé à virer de bord, à l'instar de la population et les séminaristes requis rejoindront plus volontiers le maquis que le STO, sans que l'évêque de Saint-Flour y trouve à redire.

##### La gendarmerie
À mesure que les mois passent, la gendarmerie de Saint-Flour, d'abord fidèle au nouveau régime, est de plus en plus réticente à réprimer. Dès l'été 1943 les gendarmes s'appliquent à ne pas voir les abattages clandestins et surtout à ne pas reconnaître les réfractaires au Service du travail obligatoire. Après un simulacre d'attaque de la gendarmerie de Saint-Flour par des maquisards, le 6 juin 1944, toute la brigade de Saint-Flour s'embarque dans des camions pour Le Mont-Mouchet.

##### Le monde judiciaire
En 1940 Saint-Flour est siège de cour d'assises. Le monde judiciaire juge d'abord la prestation de serment de fidélité au chef de l'État sans valeur, puis le tribunal de Saint-Flour se signale par des relaxes surprenantes, des jugements d'une clémence toute particulière, des remises en liberté inattendues. Juges et procureurs sont dans la Résistance, le palais de justice camoufle des armes. Le juge Rassemusse, alsacien d'origine, sera l'un des 25 otages fusillés à Soubizergues.

##### Le ravitaillement
Comparée aux grandes villes, Saint-Flour n'est pas la plus mal lotie. Bien sûr il y a pénurie de beurre, fromage, sucre, chocolat, savon, fruits, conserves, tissus etc.… mais la campagne environnante produit pommes de terre, carottes, lentilles, choux, navets, et pour varier un peu rutabagas et topinambours. La ligne de chemin de fer Béziers-Neussargues amène régulièrement des habitants des départements du sud à la recherche de produits alimentaires. À Marseille un chirurgien, le docteur Dor, est tellement affaibli qu'il ne peut plus opérer que deux heures par jour, un ami lui conseille d'aller se refaire une santé en Auvergne. « Arrivé à l'hôtel Terminus on lui sert du jambon, des lentilles, du fromage, un festin ! » Il fait venir sa famille. Il n'y a pas de chirurgien à Saint-Flour, il s'y installe, ouvre une clinique. Ici on souffre moins des réquisitions allemandes que dans les grandes villes.

##### La Résistance
« À Saint-Flour rayonnait un homme original et de caractère : le docteur Louis Mallet » (Faust). D'origine rurale, conseiller général, il a fondé un journal, La Glèbe, dont il a confié la direction à René Amarger (Germa) qui est par ailleurs directeur de L'Union Démocratique. Dès l'été 1940, il s'oppose peu discrètement à Vichy. Il sera l'organisateur et l'âme de la Résistance dans l'arrondissement. René Amarger le rejoint dans son opposition au régime à partir du mois d'octobre. En septembre 1941, le sous-préfet signale comme opposants le Docteur Mallet et son ami Montel, « des communistes et quelques professeurs gaullistes du collège ». Fin 1941 ou début 1942, des contacts ont lieu avec le Clermontois Maurice Phelut qui organise en Auvergne le mouvement Combat. À l'été 1942, un groupe de résistants sanflorains existe, il essaime dans l'arrondissement à Ruines, Chaudes-Aigues, Pierrefort, Valuéjols. A la fin de l'année 1943, « la ville de Saint-Flour compte vingt et une sizaines. »
C'est tout un travail de fourmi pour la recherche de renseignements, l'unification des mouvements de Résistance, qui est effectué dans l'ombre.
La Résistance fleurit Saint-Flour d'un drapeau tricolore surchargé d'une croix de lorraine au mercurochrome le 18 mars 1943 en ville basse et le 2 juin en ville haute. Le même jour, les habitations des miliciens et le local de la milice sont marqués de croix gammées. Le 11 août, c'est un drapeau rouge avec faucille et marteau qui flotte en ville haute. Le faubourg réagit le 18 décembre 1943 avec trois drapeaux, un drapeau tricolore à croix de lorraine, un drapeau rouge avec faucille et marteau et un drapeau anglais.
Pour leur besoin propre et pour équiper les maquisards, les résistants dérobent voitures, camions et des milliers de litres d'essence - certains sont stockés au couvent de la Visitation -. Le 1er mai 1944, ils s'emparent de 200.000 cartouches lors de l'attaque d'un convoi du 3e régiment de la Garde près de Chaudes-Aigues.
Des presses de l'Union Démocratique d'Amarger, sort un ensemble de publications clandestines, journaux, tracts, mais aussi poèmes : Les Bons Voisins d'Arnaud de Saint-Roman et François La Colère (Aragon) ou Les Sept Poèmes d'amour en guerre, de Jean du Haut (Eluard) dont des tirages de luxe sont vendus à des bibliophiles résistants. L'imprimerie sera saccagée par la Sipo SD (la police politique allemande) le 12 juin 1944.

##### La milice
Pierre Vincent, ingénieur-conseil, dirige la milice sanfloraine, organisation paramilitaire pro-vichyste, créée début 1943, dont le siège est en ville haute, Cours Spy des Ternes.
La milice ne tarde pas à connaître les activités des résistants : un rapport au préfet du Cantal signale que des juifs sont cachés, des réfractaires au STO reçoivent une identité de leur choix, de faux certificats sont établis pour hâter le retour des prisonniers, etc.

##### Le S T O
En février 1943 le gouvernement institue, à la demande des Allemands, pour assurer la relève des prisonniers, le Service Obligatoire du Travail, S O T, vite rebaptisé Service du Travail Obligatoire S T O à cause de la raillerie que provoquent les initiales. Ce sera, après la défaite de Stalingrad, le début du revirement de la population. Très rapidement, la relève se révèle une duperie, aussi dès le printemps 1943, les défaillances se multiplient. Les réfractaires rejoindront des groupes de maquisards.

##### Autres évènements
Le 11 novembre 1942, un convoi allemand venant de Murat et peut-être d'Angoulême, passe par Saint-Flour pour se rendre dans le sud de la France, mais ne s'arrête pas.
Le dimanche 24 juillet 1943, un gendarme de la brigade de Saint-Flour arrête un réfractaire près de Mentières. Pour aller à la gendarmerie, cours Spy des Ternes, il passe au milieu de la fête foraine du faubourg avec le réfractaire menotté. En quelques instants, l'équipage est cerné, on va chercher un coupe-boulons, on délivre le réfractaire qui s'éclipse tandis que le gendarme repart à pied, emportant sa bicyclette qui a été mise à mal. Trois Sanflorains seront condamnés pour « activité subversive » et « activité anti-gouvernementale » dont l'un à six mois de prison ferme.
Dans le courant de l'été 1943, une petite unité allemande (15 à 20 hommes) s'installe en ville basse, route de Clermont, pour surveiller l'installation d'une ligne téléphonique de Clermont à Toulouse, les Sanflorains s'habituent à sa présence, aucun incident sérieux n'est à signaler, jusqu'aux journées tragiques de juin 1944.
Un projet de voyage du maréchal Pétain à Saint-Flour, le dimanche 4 septembre 1943, est annulé en dernière minute, en raison d'un bombardement par l'aviation anglo-américaine qui fait des centaines de victimes dans la région parisienne.

#### Les semaines tragiques, une ville terrorisée
Le 11 mai 1944, la 11e compagnie du 95e régiment de sécurité de la Wehrmacht est déplacée d'Ussel à Saint-Flour. Elle s'installe d'abord en ville basse avant de réquisitionner, le 24 mai, en ville haute, le pensionnat du Sacré-Cœur, pour surveiller plus facilement les entrées dans la ville.
Le 15 mai, deux résistants, employés des postes de Saint-Flour, Suzanne et Marcel Raparie, sont arrêtés et transférés à Clermont. Ils sont tous deux torturés au siège de la gestapo à Chamalières par le Sonderkommando constitué par Georges Mathieu, au point que Marcel Raparie décède, il est enterré à Aulnat, sa sœur sera déportée à Ravensbrück avec les Sanfloraines arrêtées le 11 juin.
Le 17 mai, la Sipo SD de Vichy recherche Emile Coulaudon (Gaspard). Celui-ci leur ayant échappé, « pour ne pas revenir bredouille », elle arrête Etienne Mallet (Caiffa), cafetier rue des Lacs et boite aux lettres de la Résistance. Amené à Clermont, Etienne Mallet subit le même sort que Marcel Raparie.
Le 26 mai, Léopold Chastang « réparait sur la route une auto du maquis lorsque les Allemands survinrent. Ils se saisirent de lui et deux jours après le firent emmener à Clermont. » Torturé à Chamalières, il est déporté en Allemagne au camp Neuengamme. Il décèdera le 15 mars 1945 au camp de Brême-Blumenthal.
Le lundi 5 juin, trois inspecteurs de police de Clermont, Badoc, Bergeret et Crapoulet, arrivent à Saint-Flour où ils rencontrent deux résistants, Chalvignac et Trouillard. Deux jours plus tard, ils croient avoir persuadé les Allemands affectés à la protection de la ligne téléphonique, de déserter et de passer au maquis. Le 8 juin l'affaire est remise au lendemain, mais trop de monde est au courant ; le 9 juin les trois inspecteurs et les deux résistants sont arrêtés par des hommes de la 11e compagnie du 95e régiment et enfermés dans la cave à charbon du pensionnat réquisitionné, en attendant leur transfert à la prison de la ville, puis à l'hôtel Terminus.
Le 9 ou le 10 juin 1944, arrivent à Saint-Flour deux compagnies du 19e régiment de police et un détachement de reconnaissance n° 1000, pour participer à l'attaque du Mont-Mouchet. Dans la matinée du samedi 10 juin, arrive également la 12e compagnie du 95e régiment, en provenance de Mauriac et le lendemain un bataillon de « volontaires de l'est », des Azerbaidjanais venus de Rodez.
Pendant les combats du Mont-Mouchet, 10 et 11 juin, alors que 26 personnes sont fusillées à Ruynes-en-Margeride, une autre tragédie se joue à Saint-Flour. Le 10 juin, entre 23 heures et minuit, le Kommandeur du Sipo-SD de Vichy, Hugo Geissler, arrive à Saint-Flour avec une centaine d'hommes, dont la brigade Batissier. Il réquisitionne en ville basse l'hôtel Terminus. Le 11 juin, 34 personnes, dont l'épouse, la fille et le fils du docteur Mallet, sont arrêtées et gardées à l'hôtel Terminus. Le lendemain Mme Peghaire, employée de la mairie de Saint-Flour, agent de liaison de la Résistance, qui fournissait les résistants en faux papiers, tente de communiquer avec eux; elle est arrêtée sur dénonciation.
Le 12 juin, Geissler se rend à Murat pour procéder à d'autres arrestations. Il passe par Sériers où il fait arrêter deux résistants. Peu avant Murat, sur le bord de la route (côte de Pignou), il les fait exécuter ainsi que deux autres otages. À Murat, treize personnes sont arrêtées, dont le maire de la ville Hector Peschaud. En fin d'après-midi, un groupe de maquisards de passage à Murat, surprend les Allemands et décide d'ouvrir le feu. Geissler est tué, ainsi que sept soldats allemands et deux ou trois miliciens. Les Allemands regagnent l'hôtel Terminus avec les personnes arrêtées. Dans la grande salle de l'hôtel ce sont 53 otages qui sont rassemblés le 12 juin au soir.
Après tout attentat ayant couté la vie à un officier, les Allemands exécutaient des otages. Le 14 juin vers 6 heures, 25 otages sont appelés, conduits à Soubizergues, à 2 kilomètres à l'est de Saint-Flour et exécutés. Parmi eux, le jeune Pierre Mallet, 16 ans. Le commandant de la place, le capitaine Deck en informe le sous-préfet Palmade et exige que les fusillés soient enterrés sur place.
Les autres otages sont transférés à la caserne du 92e RI à Clermont. Par la suite, huit d'entre eux seront libérés, les autres, avec les Muratais arrêtés le 24 juin, seront transférés en Allemagne, les hommes à Neuengamme, convoi parti de Compiègne le 15 juillet, les femmes à Ravensbrück, convoi parti de Paris le 11 août.
Alors que les services de police allemands regagnent Vichy le 14 juin, les autres troupes cantonnent dans Saint-Flour, dans les établissements scolaires réquisitionnés et les villages environnants. Le 20 juin, elles attaquent le réduit de la Truyère.
Près de Fournels, le docteur Mallet et son fils ainé Étienne sont pris le 22 juin, amenés à Chaudes-Aigues et fusillés le lendemain.
Le 25 juin, le capitaine André Delorme, au maquis commandant Masséna, originaire de Saint-Flour, son frère Jean Delorme âgé de 19 ans et son beau-père le commandant Malfreyt (Léo), qui ont combattu au Mont-Mouchet et à la Truyère, tentent de rentrer en ville. Ils sont mitraillés par un poste allemand probablement de la montée des Roches. Le capitaine Delorme décède peu après, le commandant Malfreyt décède le lendemain à la clinique du docteur Dor place de la Halle aux Bleds.
Après les combats du Mont-Mouchet et de La Truyère, un bataillon allemand occupe une ville terrorisée ; il faut attendre la nuit du 23 au 24 août 1944, le jour même de la libération de Paris, pour que Saint-Flour soit libérée de l'occupant.

#### La Libération et l'après libération
Dès le 10 août les troupes allemandes qui occupent Aurillac tentent de rejoindre Clermont alors que le 4e bataillon du 95e régiment de la Wehrmacht reste stationné à Saint-Flour. Vers le 20 août le maquis adresse un ultimatum aux Allemands qui le repoussent. Le maquis harcèle alors la garnison allemande notamment les 22 et 23 août, en particulier à la sortie sud-est de Saint-Flour sur la route de Saint-Chély, au poste de garde de Bellegarde. L'après-midi du 23 les mitrailleuses allemandes ripostent longuement.
Dans la nuit du 23 au 24, alors qu'un violent orage éclate sur la ville, les occupants, qui se préparaient depuis la veille au soir, quittent Saint-Flour à partir de 3 heures par la Nationale 9 vers le Nord. Ils sont attendus par une compagnie de maquisards et un groupe d'une vingtaine d'Américains dans la côte de La Fageole. Le combat s'engage en fin de matinée, les Allemands se déploient et débordent les positions des FFI qui laissent un mort et 3 américains prisonniers.
À Saint-Flour « vers 16 heures les observateurs postés au Belvédère des Roches avec des jumelles annoncent que les derniers camions disparaissent en direction de la Fageole... les cloches sonnent à toute volée. »
Dès la libération de la ville, les Forces françaises de l'intérieur (FFI) occupent la sous-préfecture. René Amarger nommé sous-préfet est peu contesté, il prône la modération, ce qui n'empêche pas l'arrestation de 15 femmes, la plupart seront tondues, et de 6 hommes. Le 18 octobre, le journal La Margeride annonce la saisie des biens de deux miliciens Sanflorains, tandis qu'un personnage qui avait eu maille à partir avec le docteur Mallet, suspect de collaboration, est mis en résidence surveillée à l'hôtel des Messageries à Murat pendant quelques semaines. Dans l'arrondissement de Saint-Flour, l'épuration est modeste.
« Le 27 août, trois jours seulement après le départ des troupes allemandes, il y eut au Pont du Vernet une manifestation, à la fois patriotique et pieuse, qu'on pourrait appeler le pèlerinage d'un peuple à la tombe de ses martyrs. »
Les fusillés de Soubizergues (ou du Pont de Vernet) sont exhumés le 24 octobre et une cérémonie en leur honneur a lieu le lendemain à la cathédrale, en présence des autorités, sous-préfet, maire, président du tribunal, officiers et soldats rendent les honneurs. Ce n'est plus Pétain et la Révolution nationale qui sont célébrés, désormais les honneurs sont rendus aux Résistants « car la France voit en eux des fondateurs ; leur sacrifice est le fondement sur lequel elle veut établir la cité nouvelle... »
Le 5 septembre 1944, le conseil municipal de Saint-Flour, nommé par Vichy, en l'absence du maire, « prend acte et se réjouit de la libération de la cité occupée et ensanglantée par l'envahisseur allemand... » ; il est remplacé trois jours plus tard par une délégation spéciale, nommée par le Comité Départemental de Libération.

##### Avril – Juin 1945: Retour des déportés
C'est discrètement, comme si Saint-Flour voulait tourner la page, que début juin 45 « La Margeride », organe du mouvement de libération nationale, annonce la libération et le retour de quelques déportées, Madame Mallet et sa fille Madeleine, Madame Boyer et Suzanne Raparie.

##### Après la tourmente
Après avoir visité Clermont le 30 juin 1945, le général de Gaulle et le sultan du Maroc visitent Saint-Flour le dimanche 1er juillet. « Sur tout le parcours officiel, les hôtes du Cantal [ sont ] acclamés par la population. » Ils évitent soigneusement le mont Mouchet.

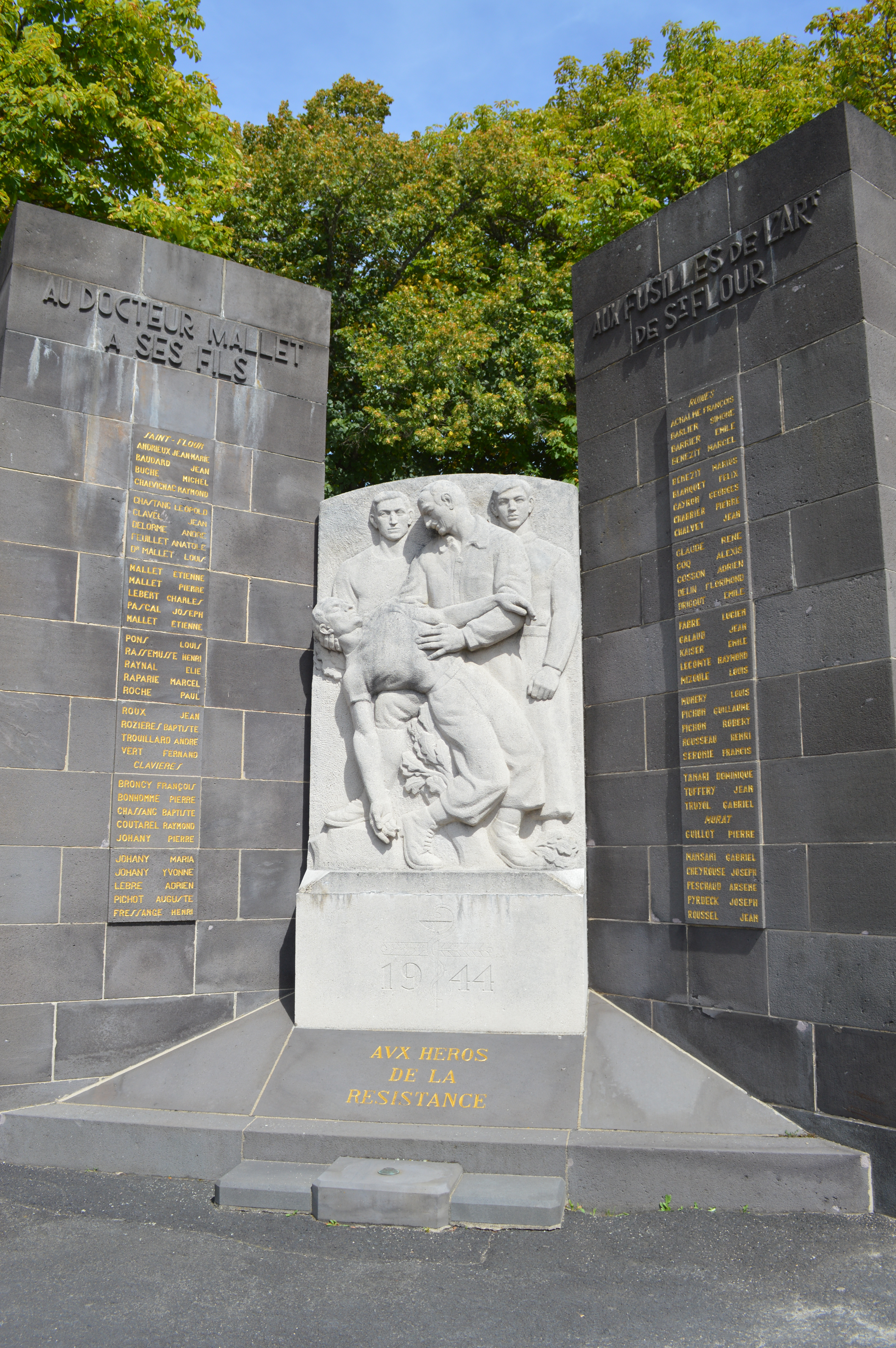
Monument à la mémoire du docteur Mallet et des résistants de Haute Auvergne.

Un monument a été élevé au rond-point des Orgues, en ville haute, « À la mémoire du docteur Mallet et de ses deux fils et de tous les résistants de la Haute Auvergne ». Sur ce monument sont gravés les noms des 117 résistants de l'arrondissement de Saint-Flour, fusillés, tués au combat ou morts en déportation ou sous la torture.
À Soubizergues, à l'endroit même où ils furent fusillés, le nom et l'âge des otages sont gravés sur 25 stèles. Devant l'hôtel Terminus une stèle a été élevée à leur mémoire.
Le 11 novembre 1948, la croix de guerre est décernée à la ville de Saint-Flour en même temps qu'à trois autres communes du Cantal : Clavières, Murat et Ruines, maintenant Ruynes-en-Margeride.

##### Épilogue – Les séquelles de l'occupation
Le 20 octobre 1983, à 6 heures 15, une explosion réveille les habitants de la montée des Roches, le GIGN a fait sauter la porte d'entrée d'une habitation. À l'intérieur vit recluse une personne d'une soixantaine d'années, avec son jeune frère et le cadavre d'un autre plus âgé, décédé il y a plusieurs années. Tondue à la libération, elle s'est enfermée pour ne sortir que 39 ans plus tard, escortée du GIGN.

### Période contemporaine
En 1975, la ville de Saint-Flour joue un rôle dans la lutte du Larzac. Une manifestation importante « Gardarem lo Larzac » y a lieu avec croix occitanes peintes sur des tracteurs qui font partie de la manifestation.

## Politique et administration

### Tendances politiques et résultats

#### Récapitulatif de résultats électoraux récents
| Scrutin             | 1er tour | 1er tour   | 1er tour | 1er tour | 1er tour    | 1er tour | 1er tour | 1er tour | 1er tour | 1er tour  | 1er tour  | 1er tour  | 2d tour     | 2d tour     | 2d tour     | 2d tour     | 2d tour     | 2d tour     | 2d tour     | 2d tour     | 2d tour     |
| Scrutin             | 1er      | 1er        | %        | 2e       | 2e          | %        | 3e       | 3e       | %        | 4e        | 4e        | %         | 1er         | 1er         | %           | 2e          | 2e          | %           | 3e          | 3e          | %           |
| ------------------- | -------- | ---------- | -------- | -------- | ----------- | -------- | -------- | -------- | -------- | --------- | --------- | --------- | ----------- | ----------- | ----------- | ----------- | ----------- | ----------- | ----------- | ----------- | ----------- |
| Municipales 2020    |          | DVC Delort | 44,54    |          | DVC Guibert | 39,23    |          | UG       | 16,22    | Pas de 4e | Pas de 4e | Pas de 4e |             | DVC Delort  | 47,41       |             | DVC Guibert | 42,07       |             | UG          | 10,50       |
| Régionales 2021     |          | LR         | 67,26    |          | PS          | 8,74     |          | EELV     | 8,17     |           | RN        | 7,53      |             | LR          | 71,88       |             | UG          | 20,58       |             | RN          | 7,44        |
| Présidentielle 2022 |          | LREM       | 30,08    |          | RN          | 27,05    |          | LFI      | 13,12    |           | LR        | 7,50      |             | LREM        | 55,32       |             | RN          | 44,68       | Pas de 3e   | Pas de 3e   | Pas de 3e   |
| Législatives 2022   |          | ENS        | 30,20    |          | LR          | 26,25    |          | NUP      | 16,66    |           | RN        | 16,07     |             | LR          | 57,66       |             | ENS         | 42,34       | Pas de 3e   | Pas de 3e   | Pas de 3e   |
| Européennes 2024    |          | RN         | 35,09    |          | ENS         | 15,08    |          | UG       | 13,02    |           | LR        | 12,59     | Tour unique | Tour unique | Tour unique | Tour unique | Tour unique | Tour unique | Tour unique | Tour unique | Tour unique |
| Législatives 2024   |          | RN         | 33,91    |          | DVD         | 32,73    |          | UG       | 14,25    |           | ENS       | 9,28      |             | DVD         | 59,80       |             | RN          | 40,20       | Pas de 3e   | Pas de 3e   | Pas de 3e   |

### Cantons
Saint-Flour est le bureau centralisateur de deux cantons :
- canton de Saint-Flour-1 (conseillers départementaux : Didier Achalme, maire de Massiac et Marina Besse, maire de Mentières) ;
- canton de Saint-Flour-2 (conseillers départementaux : Sophie Bénézit , maire de Saint-Martin-sous-Vigouroux et Christophe Vidal, maire de Valuéjols).

### Intercommunalité
À partir de 1994, Saint-Flour a d'abord été le siège de la communauté de communes du Pays de Saint-Flour. Puis, de 2014 à 2016, celui de la communauté de communes du Pays de Saint-Flour Margeride. Depuis le 1er janvier 2017, elle est celui de Saint-Flour Communauté.

### Jumelages
- Haselünne (Allemagne) depuis 1992, dans le land de Basse-Saxe.
- Orléans (France) depuis 1986.

## Équipements et services publics

### Enseignement
La ville dispose des établissements nécessaires à la formation de sa jeunesse. Dans l'enseignement primaire, ce sont les écoles publiques de Besserette, Hugo-Vialatte et Louis Thioleron et les écoles privées de la Présentation Notre-Dame et Saint-Joseph. Dans l'enseignement secondaire, ce sont les collèges publics Blaise Pascal et de la Vigière et le collège privé Saint-Joseph ainsi que le lycée public de la Haute-Auvergne, le lycée agricole Louis Mallet et le lycée privé Saint-Vincent/La Présentation. S'y ajoutent, dans le domaine de la formation continue, le CFPPA (formation agricole) de Volzac, la MFR de Massalès, l'école d'aides-soignants du centre hospitalier et le GRETA des Monts du Cantal.

### Santé
La ville dispose du centre hospitalier de Saint-Flour, ayant une capacité d'accueil de 334 lits.

## Population et société

### Démographie

#### Évolution démographique
L'évolution du nombre d'habitants est connue à travers les recensements de la population effectués dans la commune depuis 1793. Pour les communes de moins de 10 000 habitants, une enquête de recensement portant sur toute la population est réalisée tous les cinq ans, les populations de référence des années intermédiaires étant quant à elles estimées par interpolation ou extrapolation. Pour la commune, le premier recensement exhaustif entrant dans le cadre du nouveau dispositif a été réalisé en 2008.

En 2022, la commune comptait 6 390 habitants, en évolution de −1,75 % par rapport à 2016 (Cantal : −1,08 %, France hors Mayotte : +2,11 %).
| 1793  | 1800  | 1806  | 1821  | 1831  | 1836  | 1841  | 1846  | 1851  |
| ----- | ----- | ----- | ----- | ----- | ----- | ----- | ----- | ----- |
| 5 282 | 5 312 | 5 687 | 6 372 | 6 464 | 5 640 | 5 484 | 5 473 | 5 786 |

| 1856  | 1861  | 1866  | 1872  | 1876  | 1881  | 1886  | 1891  | 1896  |
| ----- | ----- | ----- | ----- | ----- | ----- | ----- | ----- | ----- |
| 5 661 | 5 288 | 5 218 | 5 037 | 5 381 | 5 745 | 5 477 | 5 308 | 5 605 |

| 1901  | 1906  | 1911  | 1921  | 1926  | 1931  | 1936  | 1946  | 1954  |
| ----- | ----- | ----- | ----- | ----- | ----- | ----- | ----- | ----- |
| 5 634 | 5 065 | 5 777 | 5 134 | 5 201 | 5 156 | 5 384 | 5 590 | 5 763 |

| 1962  | 1968  | 1975  | 1982  | 1990  | 1999  | 2006  | 2008  | 2013  |
| ----- | ----- | ----- | ----- | ----- | ----- | ----- | ----- | ----- |
| 5 846 | 5 997 | 7 272 | 7 950 | 7 417 | 6 625 | 6 663 | 6 610 | 6 626 |

| 2018  | 2022  | - | - | - | - | - | - | - |
| ----- | ----- | - | - | - | - | - | - | - |
| 6 365 | 6 390 | - | - | - | - | - | - | - |

#### Pyramide des âges
La population de la commune est plus jeune que celle du département. En 2022, le taux de personnes d'un âge inférieur à 30 ans s'élève à 30,9 %, soit au-dessus de la moyenne départementale (26,4 %). À l'inverse, le taux de personnes d'âge supérieur à 60 ans est de 34,3 % la même année, alors qu'il est de 37,3 % au niveau départemental.
En 2022, la commune comptait 2 985 hommes pour 3 405 femmes, soit un taux de 53,29 % de femmes, largement supérieur au taux départemental (51,01 %).
Les pyramides des âges de la commune et du département s'établissent comme suit.
| Hommes | Classe d’âge | Femmes |
| ------ | ------------ | ------ |
| 1      | 90 ou +      | 2,7    |
| 10,8   | 75-89 ans    | 14,5   |
| 19,2   | 60-74 ans    | 20     |
| 19,3   | 45-59 ans    | 18,7   |
| 16,5   | 30-44 ans    | 15,2   |
| 20,2   | 15-29 ans    | 15,5   |
| 13     | 0-14 ans     | 13,4   |

| Hommes | Classe d’âge | Femmes |
| ------ | ------------ | ------ |
| 1,2    | 90 ou +      | 3,1    |
| 10,1   | 75-89 ans    | 13,5   |
| 22,9   | 60-74 ans    | 22,6   |
| 21,8   | 45-59 ans    | 20,5   |
| 16,1   | 30-44 ans    | 15,2   |
| 13,8   | 15-29 ans    | 11,9   |
| 14,2   | 0-14 ans     | 13,3   |

### Manifestations culturelles et festivités
- Fête du 2 juin.
- Fête de Sainte-Christine[104].

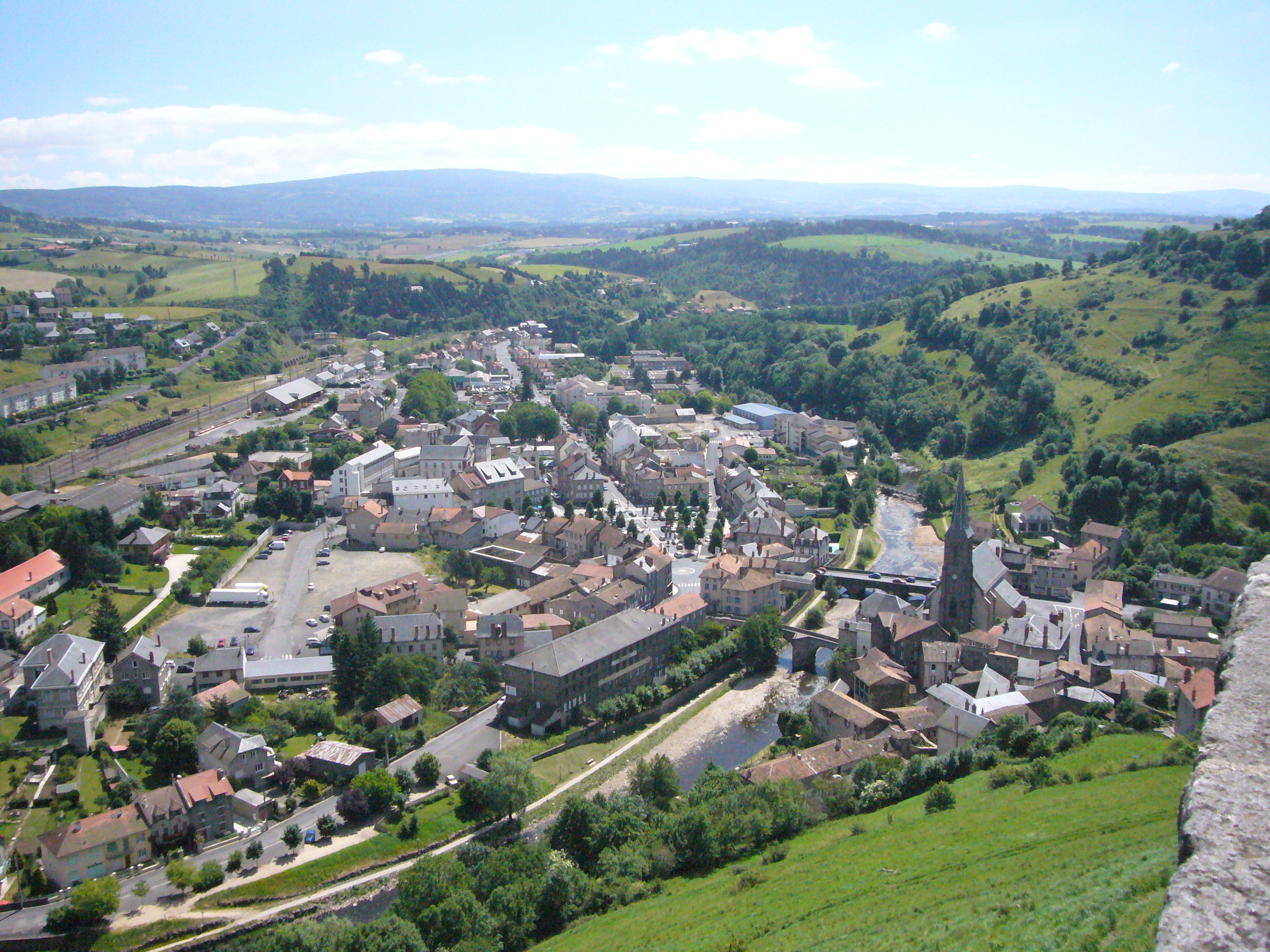
La ville basse de Saint-Flour, l'église Sainte-Christine, les deux ponts sur l'Ander et les monts de la Margeride.

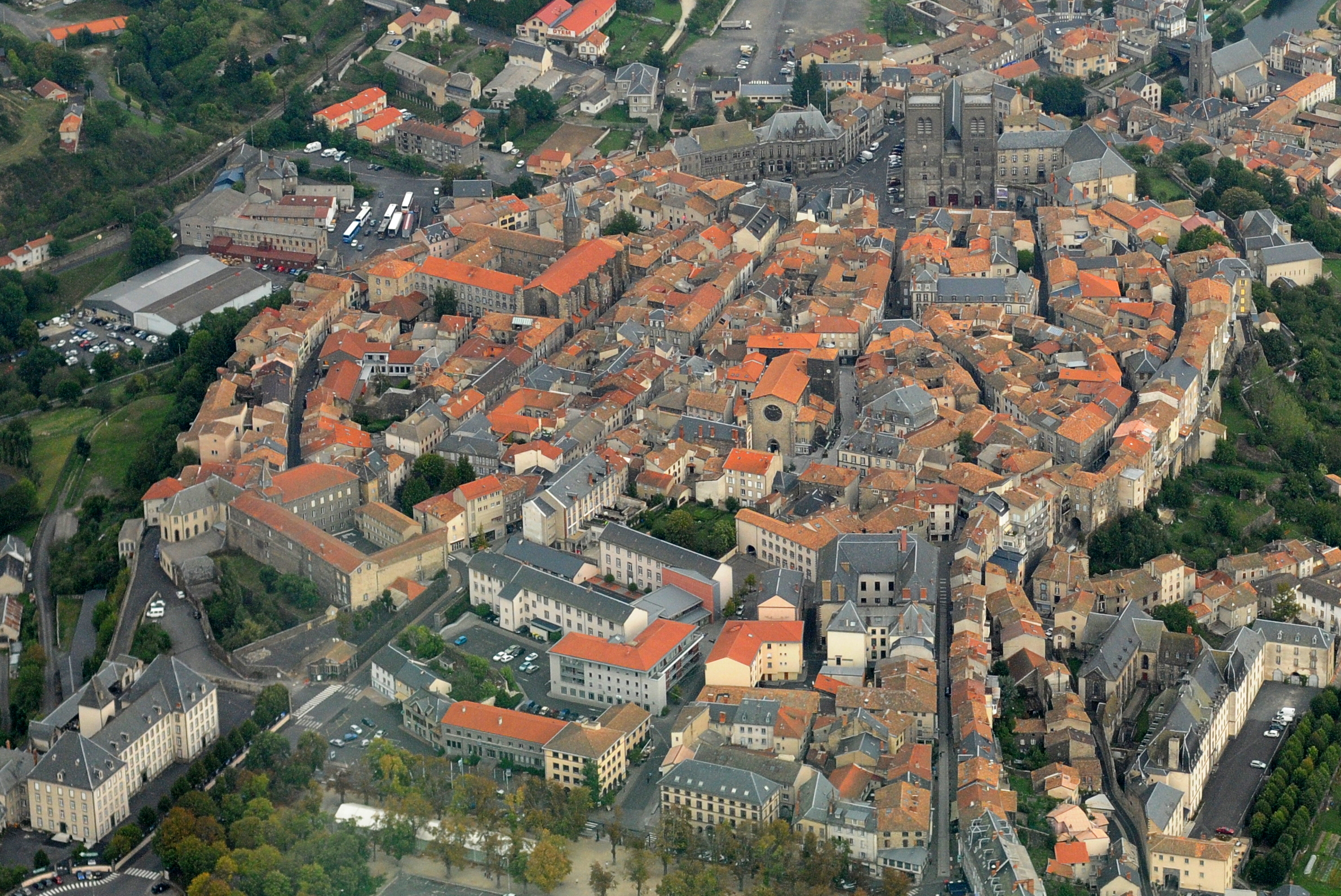
La ville haute (vue aérienne).

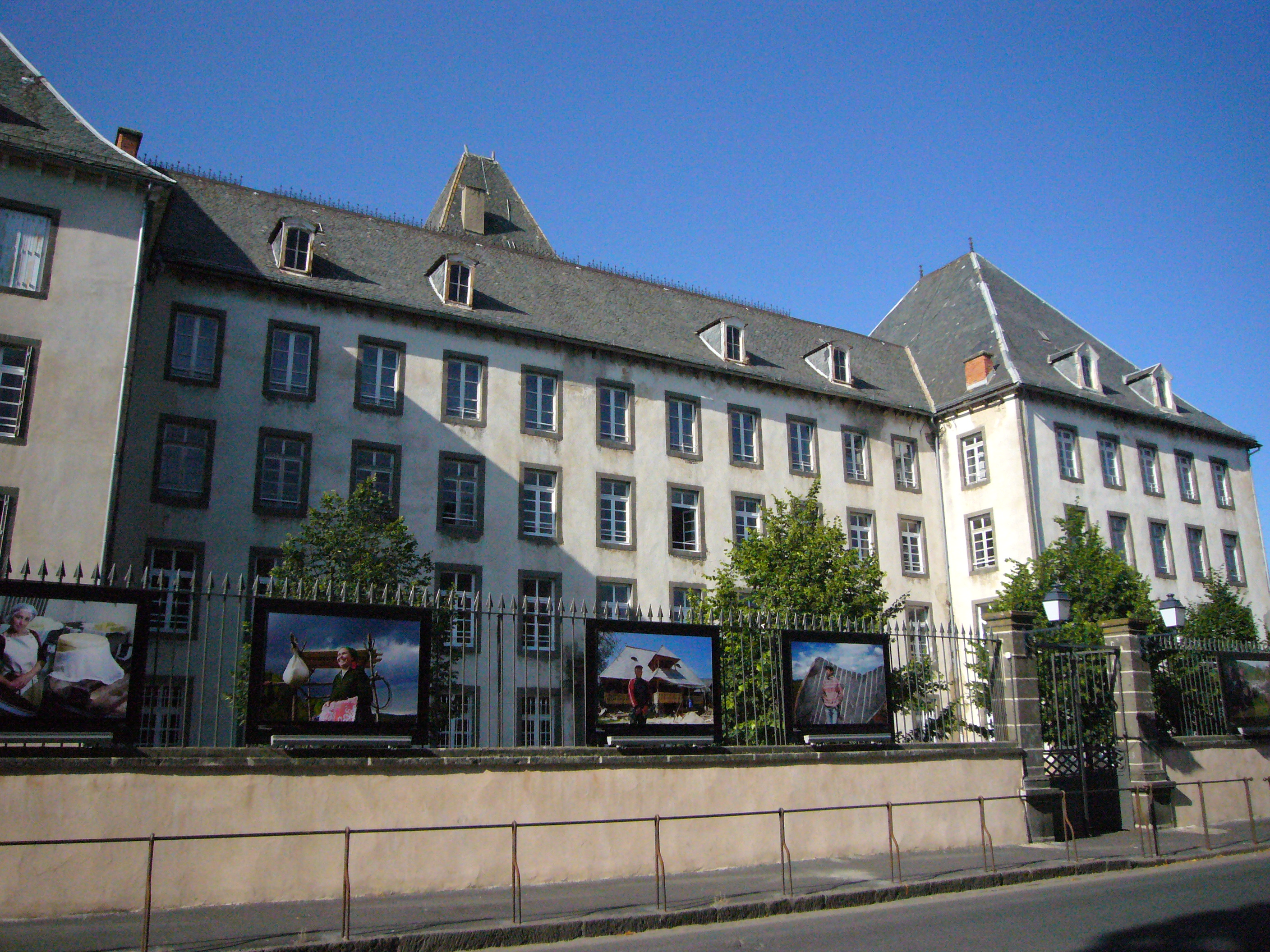
Le lycée Notre-Dame de Saint-Flour et une exposition photo installée en juin 2008 présentant des portraits d'acteurs de la vie locale et quotidienne du Pays de Saint-Flour et de Roumanie.

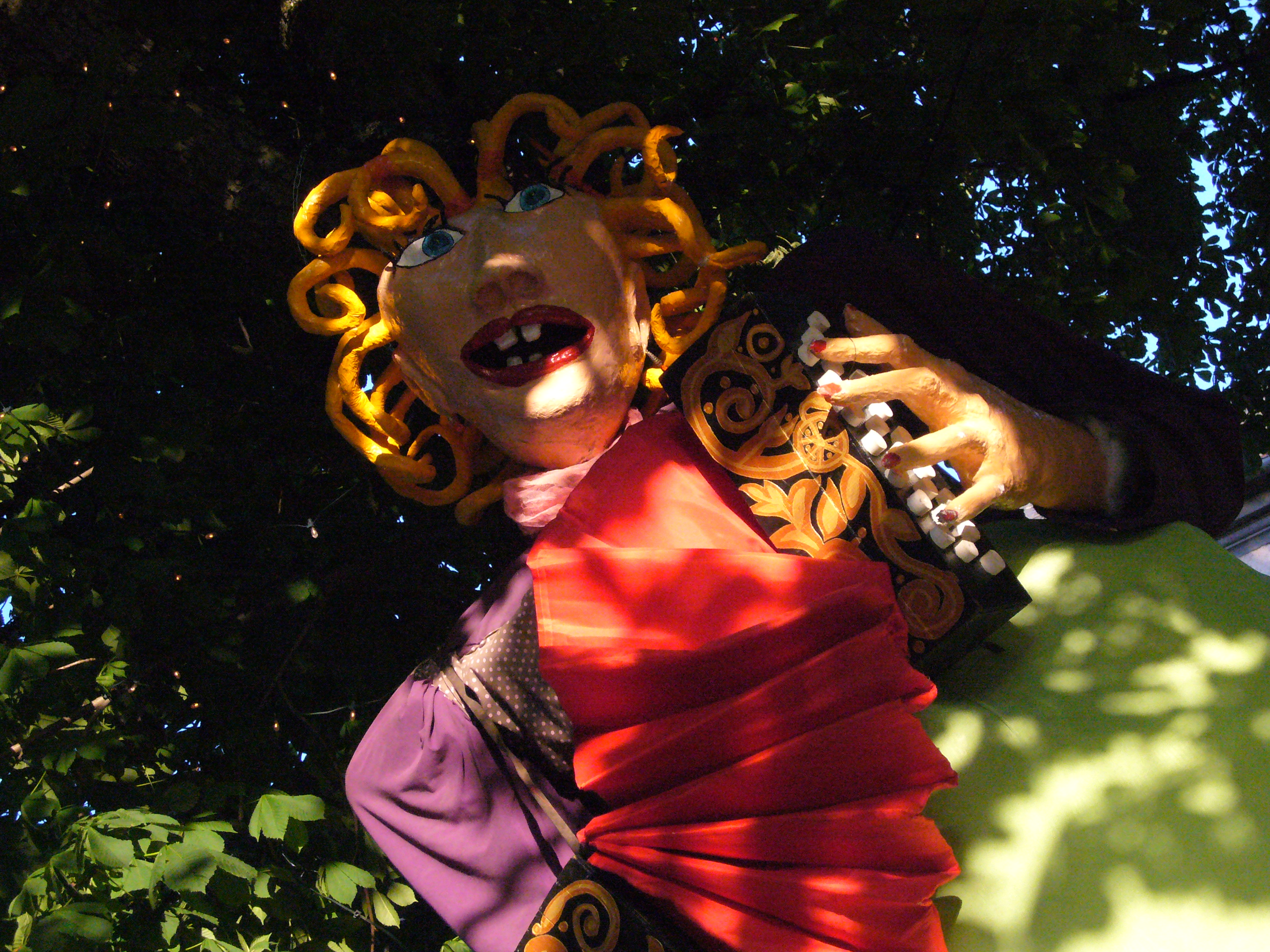
Un des personnages en carton-pâte installé dans les rues de Saint-Flour à l'occasion du 8e Festival des Hautes Terres, du 27 au 29 juin 2008.

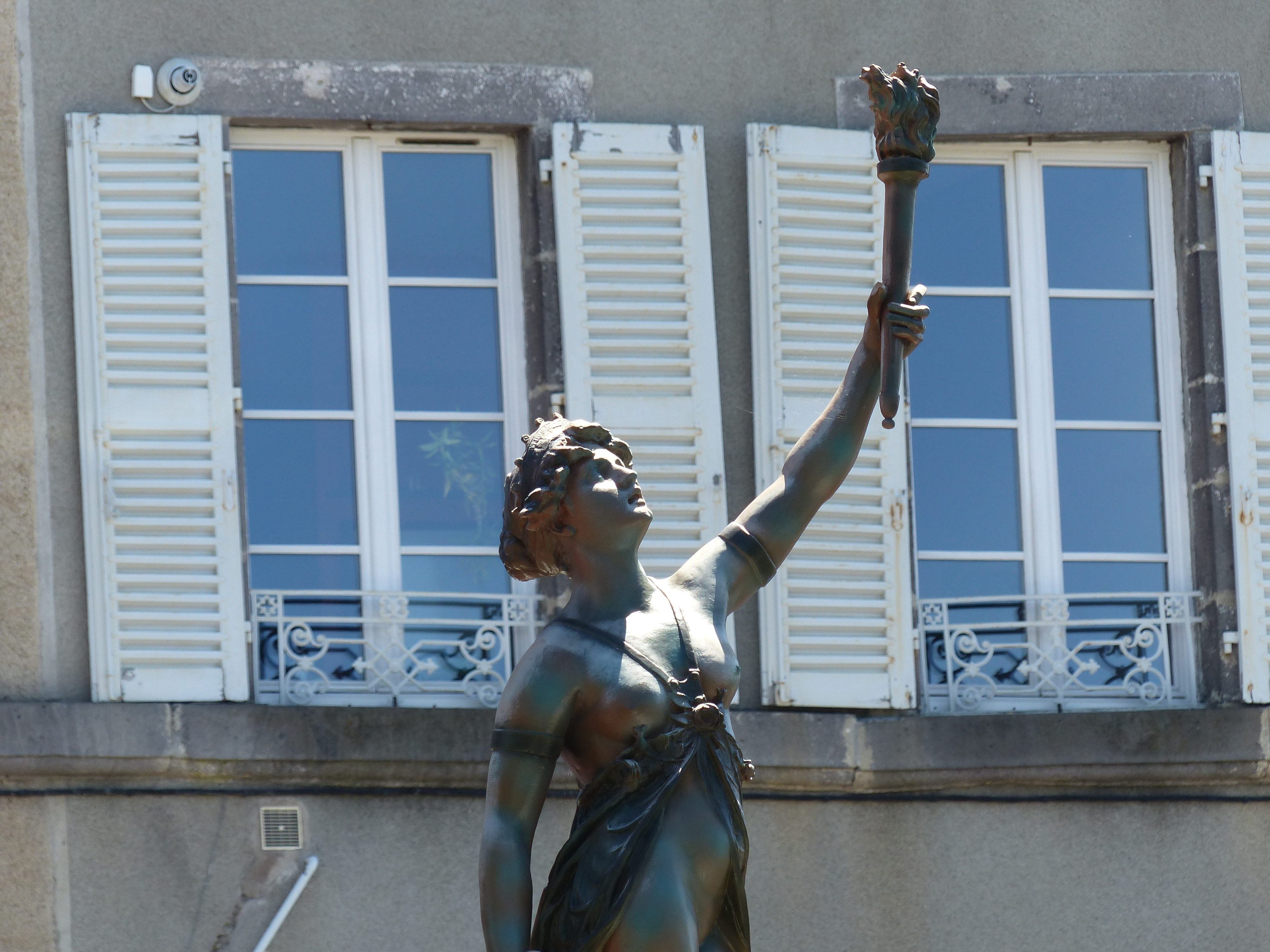
La Fontaine de la Renommée, sculpteur Vital Gabriel Dubray, 1888.

- La Festa del Païs (qui signifie « fête du pays » en occitan)[104] : grande fête annuelle du monde rural et de l'agriculture de montagne qui en fait la vitrine du territoire et des hommes qui vivent au pays de Saint-Flour. N'est plus organisée depuis 2019[105].
- Le Festival des Hautes Terres[104], rencontre des cultures de montagne, accueillant des artistes du Massif central et d'autres régions montagneuses du monde. Est une importante tribune pour les musiques occitanes.
- Chemin d'art contemporain, proposant un parcours itinérant d'œuvres contemporaines disséminées dans des lieux emblématiques de la ville, pour un savant mélange entre l'art contemporain et l'architecture médiévale de la ville.
- De nombreuses animations et expositions sont proposées dans le cadre du label Pays d'Art et d'Histoire attribué au Pays de Saint-Flour[106].
- La ville accueille chaque année depuis 1971 l'École d'été de probabilités de Saint-Flour (de) qui organise des cycles de conférences reconnues dans le domaine des probabilités et de la statistique mathématique.

### Sports et loisirs
- Saint-Flour a accueilli trois arrivées du Tour de France :

| Édition | Étape                                   | Kilométrage | Vainqueur de l'étape |
| ------- | --------------------------------------- | ----------- | -------------------- |
| 1999    | 12e étape (Saint-Galmier - Saint-Flour) | 201,5       | David Etxebarria     |
| 2004    | 10e étape (Limoges - Saint-Flour)       | 237         | Richard Virenque     |
| 2011    | 9e étape (Issoire - Saint-Flour)        | 208         | Luis León Sánchez    |

- Étape Sanfloraine[107].
- Fête du sport nature[108].
- Concours hippique du 15 août.
- La ville a été le lieu de la finale du championnat du monde d'enduro de moto du 11 au 13 septembre 2009, où des pilotes venus du monde entier se sont disputé le titre convoité.
- Le Rugby Club de Saint-Flour évolue en honneur après plusieurs années en Fédérale 3.
- Football : l'US Saint-Flour évolue en DH Auvergne. Elle est rivale de l'US Murat, l'AFCA et l'ENL.
- Handball : la « Sanflo » homme évolue en N3 tout comme les filles qui évoluent elles aussi en N3.

## Économie
- Village d'entreprises du Rozier-Coren géré par la CCI du Cantal[109].
- Zones d'activité : six zones d'activité implantées sur la commune de Saint-Flour et les communes voisines, gérées par la communauté de communes, contribuent au développement économique en favorisant l'installation et le développement d'entreprises[110].
- Implantation des Fromageries occitanes qui produisent tous les ans 2 500 tonnes de Bleu d'Auvergne, ce qui en fait un des principaux points de production[111].

## Culture locale et patrimoine

### Lieux et monuments

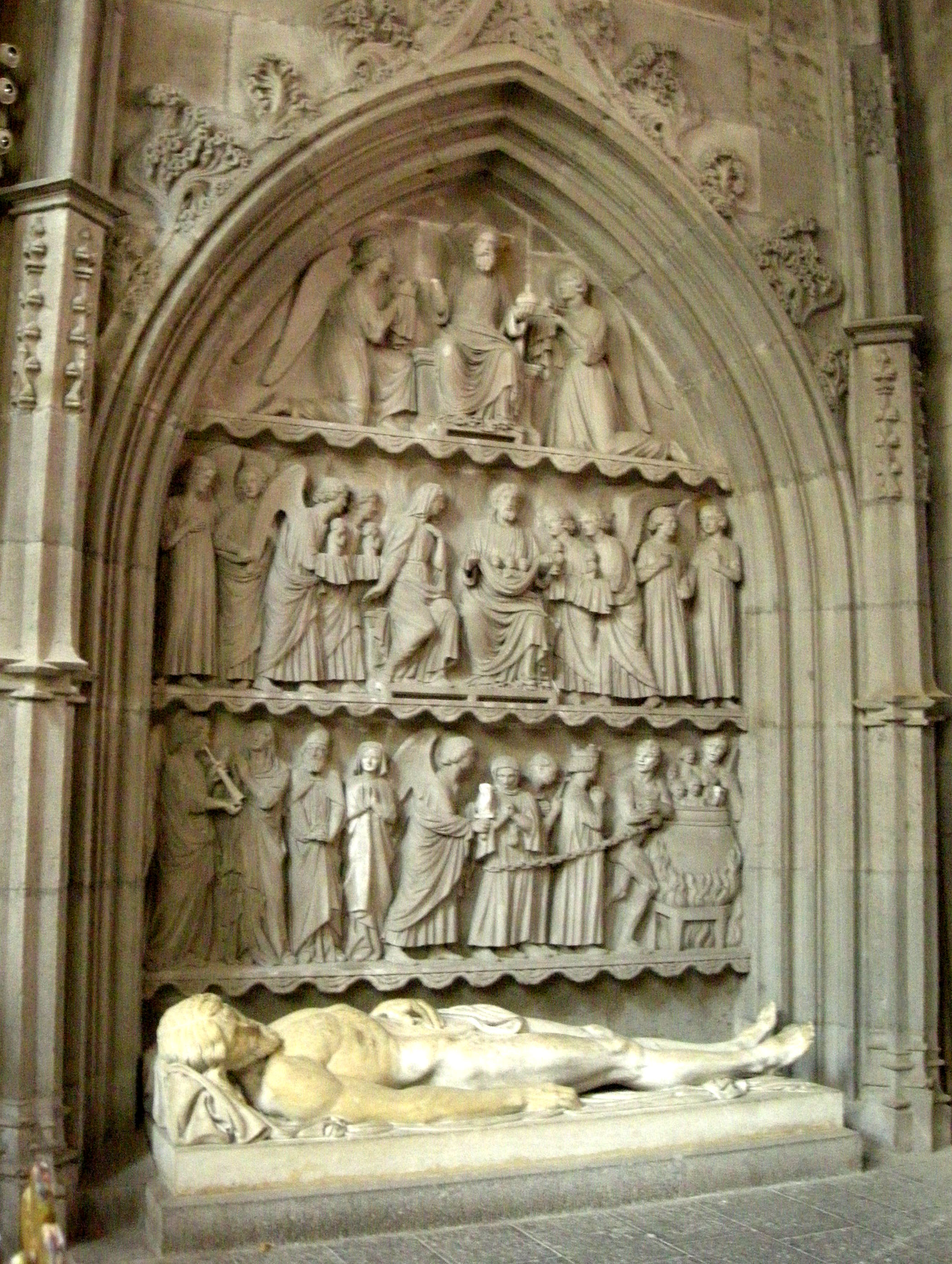
Christ au tombeau, cathédrale Saint-Pierre.

- Maison du Gouverneur, qui fait l'objet d'une inscription au titre des monuments historiques depuis le 27 décembre 1946[112]
- Remparts et anciennes portes médiévales (porte des Roches, porte des Tuiles)
- Pont de la Recluse
- Roueyre possède une place, une fontaine et un four à pain
- Orgues basaltiques, témoignant de l'ancienne activité volcanique auvergnate
- La main de Saint-Flour, légende du passage entre les roches de Florus
- Le chemin des chèvres, anciennement appelé la montée Saint-Roch, permet de relier à pied la ville haute aux anciens faubourgs de la ville[113]
- La place d'Armes avec l'hôtel de ville - Caisse d'épargne et la maison consulaire
- Le monument Georges-Pompidou, en l'honneur du président de la République originaire de l'arrondissement
- Le monument aux morts de la Première Guerre mondiale réalisé par le sculpteur français Louis-Armand Bardery[114]
- Le pont Vieux, sur l'Ander, en ville basse et son histoire liée à la Recluserie, qui fait l'objet d'une inscription au titre des monuments historiques depuis le 14 octobre 1946[115]
- Hôtel de Lastic
- Hôtel de Montchauvel
- Hôtel de Nubieu
- Hôtel Brisson
- Auberge de la Couronne
- Ancien cloître, rue des Jacobins
- Fontaine, rue des Lacs et rue Marchande

En 1877, J-B Delort y découvre des vestiges antiques à l'occasion de fouilles archéologiques, une enceinte rectangulaire de 3,25 m de long sur 2,75 m de large datant de l'époque gallo-romaine ainsi que divers outils, fragments, tuiles, etc.
En 2008, lors des fouilles préalables à la construction de la rocade nord de Saint-Flour, une équipe d'archéologues a notamment découvert deux emplacements de puits, dont un recouvert de tuiles romaines. Le sol regorgeait de fragments de céramiques comme des tuiles à rebord ou encore des tessons d'amphores (revêtues à l'intérieur d'une substance étanche permettant de contenir du vin par exemple). Un caniveau a également été mis au jour, laissant à penser à une occupation autre que « exclusivement agricole »…
Selon les archéologues, ces vestiges pourraient dater de l'époque augustéenne (entre 50 et 20 av. J.-C.).

### Édifices religieux

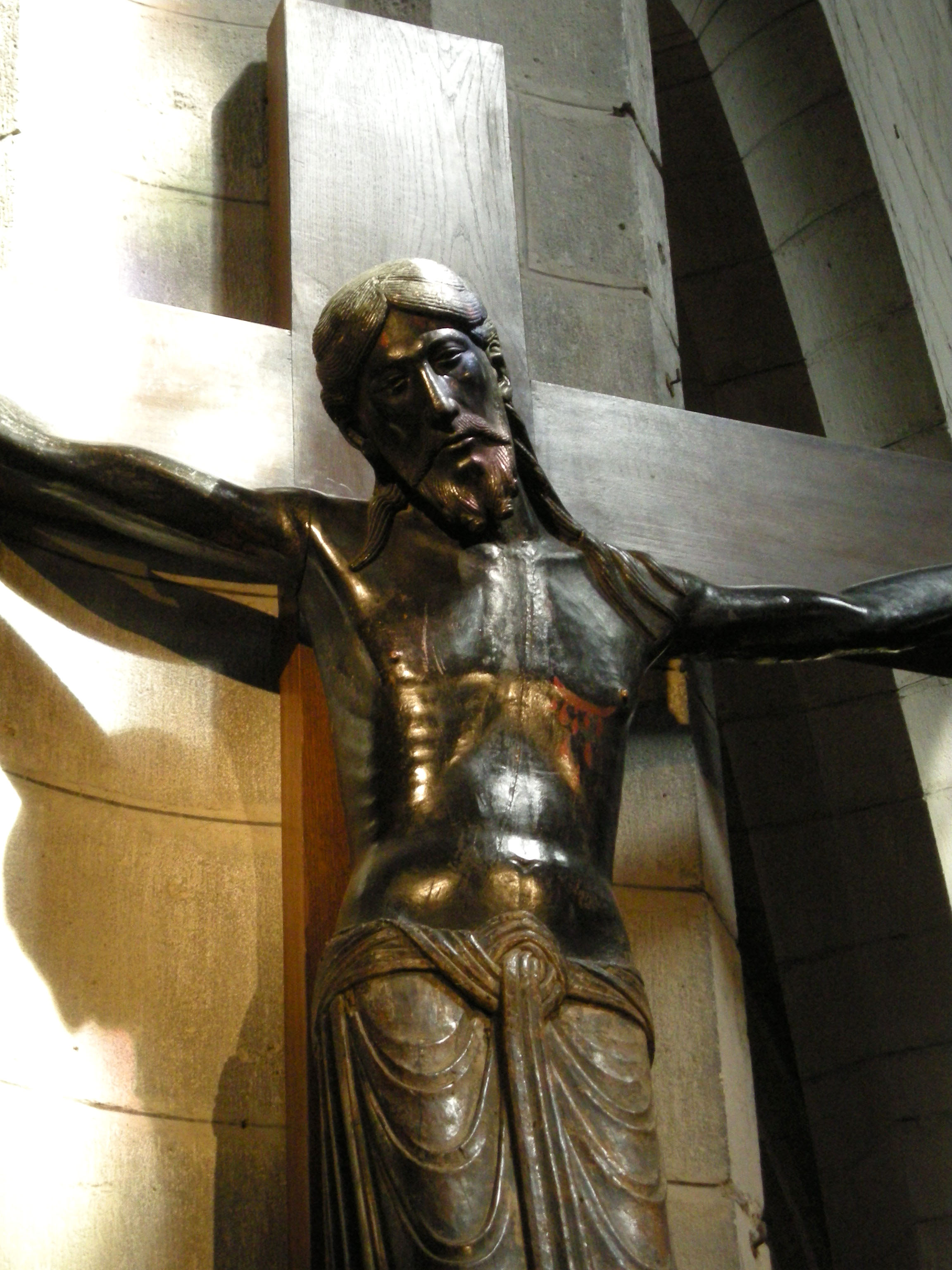
Christ noir, cathédrale Saint-Pierre.

- Cathédrale Saint-Pierre, place d'Armes : cathédrale gothique du XVe siècle, symbole de la capitale religieuse de la Haute-Auvergne qu'est Saint-Flour. On peut y découvrir un Christ noir, des vitraux présentant l'histoire de Florus, les Fresques de l'Enfer et du Purgatoire, des orgues[116].
La cathédrale Saint-Pierre fait l'objet d'un classement au titre des Monuments historiques depuis le 30 octobre 1906[117].
- Collégiale Notre-Dame, place de la Halle aux bleds, gothique du XIVe siècle ayant servi de halle pour le commerce des grains de la Planèze au XIXe siècle. Elle a été réhabilitée entre 2005 et 2008 : depuis une rosace impressionnante attire tous les regards, dessinée par le sculpteur Francesco Marino Di Teana, qui réalise également la porte en bronze et tous les vitraux[118].
- Église Sainte-Christine, rue des Cordeliers.
- Ancienne église Saint-Vincent, rue Sorel : de style gothique, elle reflète l'importance de la religion au Moyen Âge à Saint-Flour et a été un lieu privilégié dans la ville, en témoignent ses diverses utilisations : couvent des Jacobins puis tribunal, temple maçonnique et monastère de la Visitation[119].
L'église Saint-Vincent fait l'objet d'un classement au titre des Monuments historiques depuis le 7 juin 1960[120]. Des fresques d'une grande importance historique datant du XVe siècle ont été découvertes et restaurées par Yves Morvan[121], spécialiste des peintures murales médiévales. Ces fresques représentant sainte Anne sont un hommage des dominicains à la mère de la Vierge Marie[122].
- Chapelle du Carmel dite la Grande chapelle, rue Muret.
- Chapelle du Carmel dite la Petite chapelle, montée Notre-Dame Trouvée.
- Chapelle du cimetière, rue du Docteur Lionnet.
- Chapelle de l'ancien Grand Séminaire, rue des Planchettes.
- Chapelle de l'hôpital, avenue du Docteur Mallet.
- Chapelle Notre-Dame du Calvaire, chemin du Calvaire.
- Chapelle de la Visitation, avenue du Docteur Mallet.
- Chapelle, hameau de Volzac.
- Chapelle, hameau de Chagouze.
- Chapelle Saint-Louis, rue Marie Antoinette Pages, hameau de Fraissinet.
- Église évangélique, rue de Belloy.

### Musées
- Musée d'Art et d'Histoire Alfred-Douët[123]
- Musée de la Haute-Auvergne (art religieux, ethnographie, archéologie...)[124]

### Personnalités liées à la commune
- Bernard Amouroux (oc), poète du XIVe, écrit en auvergnat.
- Jean Coutel (XVIe siècle), président du Grand Conseil sous le roi François Ier.
- Guillaume Boni (v. 1515-1594), compositeur.
- Jean Joseph Bigot de Vernière (1718-1811), curé de Saint-Flour et homme politique.
- Pierre Laurent Buirette de Belloy (1727-1775), auteur dramatique français, membre de l'Académie française.
- Pierre Paul Henry (1738-1798), homme politique, député du Cantal de 1791 à 1792.
- Amable de Brugier de Rochebrune (1745-1815), homme politique né à Saint-Flour, député de la noblesse aux États généraux de 1789.
- Pierre Bertrand (1747-1820), avocat et procureur du roi à Saint-Flour, député à l'Assemblée constituante, frère du suivant.
- Antoine Bertrand (1749-1816), homme politique, frère du précédent, suppléant à la Convention en 1792 et admis à siéger en avril 1793.
- Pierre Juéry, juriste et homme politique, né le 26 septembre 1752 à Saint-Flour et décédé le 29 décembre 1839 à Senlis (Oise).
- Jean-François Fahy (1764-1832), homme politique, député du Cantal en 1815, pendant les Cent-Jours.
- Pierre Dessauret (1794-1869), homme politique, député du Cantal de 1837 à 1848.
- Jacques-Paul Migne (1800-1875), éditeur, historien, théologien.
- Jean-Baptiste Daude (1809-1875), homme politique, député du Cantal de 1848 à 1849.
- Pierre Adam (1820-1890), altiste et compositeur, né à Saint-Flour.
- Alfred de Jancigny (1824-1892), sous-préfet de Saint-Flour en 1851.
- Édouard Onslow (1830-1904), peintre régionaliste, décédé à Saint-Flour.
- Albert Baduel (1844-1907), homme politique, sénateur du Cantal.
- Charles Bos (1862-1926), homme politique, député de la Seine de 1898 à 1906.
- Jules Saliège (1870-1956), évêque, puis archevêque de Toulouse et cardinal, supérieur du grand séminaire de Saint-Flour de 1907 à 1914, Compagnon de la Libération.
- Marguerite Teillard-Chambon (1880-1959), morte à l'hôpital de Saint-Flour.
- Georges Bataille (1897-1962), écrivain, y a fréquenté le grand séminaire en 1917.
- Marie-Aimée Méraville (1902-1963), écrivain, a vécu à Saint-Flour.
- Robert Saunal (1920-2008), polytechnicien, lieutenant au 1er régiment d'artillerie français libre, Compagnon de la Libération[125].
- Jean Teixeira (né en 1937), chef des chœurs Guillaume Boni et organiste de la cathédrale Saint-Pierre.
- Dominique Bellion (en) (né en 1948), ancien élève de l'ENA et haut fonctionnaire.
- Gilles Raynal, musicien, compositeur et chef de l'Orchestre Symphonique des Dômes, y est né en 1954.
- André Delpuech, conservateur général du patrimoine français, directeur du musée de l'Homme depuis 2017, y est né en 1959.
- Louis Mallet, né le 5 juillet 1889 à Alleuze et mort le 23 juin 1944 à Chaudes-Aigues, est un médecin et un résistant français. Il est également conseiller général du Canton de Saint-Flour-Sud entre 1928 et 1940 et maire d'Alleuze de 1925 jusqu'à sa mort.
- Marie-Hélène Lafon (née en 1962), écrivaine, a fait ses études secondaires à La Présentation Notre-Dame.
- Laurent Goumarre, journaliste et producteur français, y est né en 1963.
- Vincent Teixeira, universitaire, écrivain et essayiste, y est né en 1969.
- Thomas Fouilleron, universitaire, directeur des archives princières de Monaco, né en 1975[126].
- Julien Charles, ancien élève de l'ENA, haut fonctionnaire, préfet, né à Saint-Flour en 1975.

### Héraldique
| Blason de Saint-Flour | Blason  | Parti d'azur et d'or semé de fleurs de lys de l'un en l'autre, à la bordure engrêlée de gueules. |
| Blason de Saint-Flour | Détails | Ce blason pourrait être une composition des anciennes armes de l'abbaye d'Aurillac et de la maison de France. C'est aussi un blason très proche de celui de Jean, duc de Berry, comte d'Auvergne, qui racheta en 1392 la vicomté de Carlat. Le statut officiel du blason reste à déterminer. |

#### Essais
- Marcellin Boudet, Cartulaire du prieuré de Saint-Flour, Monaco, Imprimerie de Monaco, 1910, 575 p.
- Marcellin Boudet, Saint-Flour et sa prévôté pendant les révoltes des Armagnacs et des Bourbons au XVe siècle, 1909, réédité sous le titre Saint-Flour au XVe siècle pendant les révoltes des Armagnacs et des Bourbons, Res Universis, Paris, 1993, 210 p.
- J. B. Chabau, Pèlerinages et sanctuaires de la Sainte Vierge dans le diocèse de Saint-Flour, Paris, 1888, 639 p.
- Pierre Chassang, Les Évêques de Saint-Flour dans leur diocèse sous l'Ancien Régime, 1567-1801, Aurillac, Gerbert, 2001, 218 p.
- Élie Deydier (préf. Abel Beaufrère), Histoire de la cité de Saint-Flour des origines à la fin du Moyen Âge, Aurillac, Gerbert, 1964-1966, 4 volumes in-8°
- Alain de Goër de Herve, La planèze de Saint-Flour : massif volcanique du Cantal, France, vol. 1 : Structure et stratigraphie, Annales scientifiques de l'Université de Clermont-Ferrand, 1972, 245 p. (thèse)
- Yves Morvan, « Une page de l'histoire des chemins de Saint-Jacques en Haute-Auvergne », dans Vivre en moyenne montagne, Éditions du CTHS, 1995 (ISBN 2735502937)
- Yves Morvan, Et c'est ainsi qu'Anna est grande…Découverte de peintures murales dans l'église Saint-Vincent de Saint-Flour, t. XCIX, Bulletin historique et Scientifique de l'Auvergne, 1998, p. 209-237
- Albert Rigaudière, Saint-Flour, ville d'Auvergne au bas Moyen Âge : étude d'histoire administrative et financière, Paris, PUF, 1012 p. - 2 volumes
- Albert Rigaudière, L'Assiette de l'impôt direct à la fin du XIVe siècle : le livre d'estimes des consuls de Saint-Flour pour les années 1380-1385, 1973, XIV-307 p.
- Valentin Palmade, Sous-préfet à Saint-Flour durant l'Occupation, Clermont-Ferrand, Éditions Volcans, 1974, 222 p.

#### Fiction
- Le chaudronnier de Saint-Flour, comédie en un acte, mêlée de vaudevilles, d'Armand-Gouffé et Henryquez, 1798
- La niaise de Saint-Flour, comédie vaudeville en un acte de Jean François Alfred Bayard et Gustave Lemoine, 1849
- La Rose de Saint-Flour, opérette en un acte de Jacques Offenbach, 1856
- Les justicières de Saint-Flour Sylvie Baron Editions du Bord du Lot 2012  (ISBN 978-2-35208-088-6)
- Samuel Gance, La chapelle des damnés : suspense, Plombières-les-Bains, Ex Aequo, 2013, 147 p. (ISBN 978-2-35962-533-2), dont l'action se déroule en partie à Saint-Flour.
- Benoit Philippon, Mamie Luger, Paris, Les Arènes, 2018, 447 p. (ISBN 978-2-35204-732-2)
- Nino Ferrer, dans sa chanson "Oh hé hein bon", évoque sa Tante de St-Flour.